# Niterói
Niterói é um município brasileiro da Região Metropolitana do Rio de Janeiro, no estado do Rio de Janeiro. Foi a capital estadual, como indicado pela sua coroa mural dourada, exclusiva de capitais, entre 1834-1894 e novamente entre 1903-1975. Com população estimada em 481 749 habitantes, segundo os dados do Instituto Brasileiro de Geografia e Estatística de 2022, e uma área de 133,757 km², ostenta o mais elevado Índice de Desenvolvimento Humano Municipal (IDHM) do Rio de Janeiro e o sétimo maior entre os municípios do Brasil em 2010.  Individualmente, é o segundo município com maior média de renda domiciliar per capita mensal do Brasil e aparece na 13ª posição entre os municípios do país segundo os indicadores sociais referentes à educação.
Foi capital estadual fluminense até a fusão entre os estados do Rio de Janeiro e da Guanabara em 1974. Distante 15 km da Cidade do Rio de Janeiro e possui como acessos a Ponte Rio–Niterói e a Avenida do Contorno, ambas trechos da BR-101, a Alameda São Boaventura, trecho urbano da RJ-104, a Avenida Everton Xavier, trecho urbano da RJ-108. Também se pode chegar à cidade por meio das linhas de ferry conhecidas como barcas. A cidade é um dos principais centros financeiros, comerciais e industriais do estado, sendo a 12ª entre as 100 melhores cidades brasileiras para se fazer negócios. Niterói vem registrando um alto índice de investimentos na cidade, principalmente imobiliários e comerciários, advindos tanto da herança de ter sido a capital estadual, como por sua proximidade geográfica com o município do Rio de Janeiro. Absorve um intenso desenvolvimento das atividades de exploração de petróleo offshore na Bacia de Santos e da Bacia de Campos. Escritórios de serviços especializados, hospitais, universidades, museus e shopping-centers proporcionam opções de entretenimento às famílias e pessoas. Ao mesmo tempo, o município está absorvendo uma série de investimentos industriais importantes nos setores ligados à cadeia produtiva de petróleo e gás. Destaca-se a reinauguração de estaleiros, com a reforma e a manutenção de plataformas e estruturas offshore, além da construção de embarcações para o transporte de passageiros.
Segundo dados do IBGE de 2010, o produto interno bruto nominal de Niterói foi de 11,2 bilhões de reais, figurando como o quinto maior do estado, depois da capital fluminense, de Duque de Caxias, Campos dos Goytacazes e Macaé, além de ser o 45º município mais rico do Brasil. Somente no setor de petróleo, a região responde por 70% do parque instalado estadual do setor, concentrando desde empresas de offshore a estaleiros. A cidade é o segundo maior empregador formal do Estado do Rio de Janeiro, embora ocupe o quinto lugar quanto ao número de habitantes, que correspondem a 4,11% do total da população da Região Metropolitana do Rio de Janeiro.
Um estudo feito pela Fundação Getúlio Vargas em junho de 2011, classificou Niterói como "a cidade com população mais rica do Brasil", por possuir 30,7% dela inserida na classe A. Considerando as classes A e B, Niterói também aparece em primeiro lugar, com 42,9% de sua população inserida nessas classes. Está entre as cidades mais alfabetizadas do Brasil, além de apresentar a menor incidência de pobreza, a população com maior renda mensal per capita e o maior índice de longevidade municipal do Estado do Rio de Janeiro. Segundo levantamento do Instituto Trata Brasil, com base no ano de 2014, a cidade encontra-se na 12ª posição nacional apresentando 100% do abastecimento de água tratada. Em relação ao tratamento de esgoto o município aparece na 9ª colocação e está entre as 10 cidades que tratam mais de 80% do seu esgoto.
Niterói polariza o Leste Fluminense (Leste Metropolitano ou Grande Niterói), sub-região da metrópole do Rio de Janeiro que inclui, além de Niterói, os municípios de São Gonçalo, Itaboraí, Tanguá, Maricá, Rio Bonito e Cachoeiras de Macacu. Embora Niterói seja um polo de atração do movimento pendular para todos os outros seis municípios da porção leste do Grande Rio, o principal fornecedor de mão-de-obra para a cidade é o município de São Gonçalo; o fluxo de trabalhadores que fazem deslocamentos pendulares diários entre Niterói e São Gonçalo é o maior do Estado do RJ e o segundo maior do Brasil, atrás apenas daquele que há entre os municípios de São Paulo e Guarulhos, na região da Grande São Paulo. Niterói é, portanto, um sub-núcleo ou um núcleo regional dentro da área metropolitana, auxiliar do núcleo metropolitano, que, por sua vez, polariza toda a metrópole do Rio.

## Topônimo
"Niterói" é um termo de origem tupi, sendo "Nheterõîa" sua forma registrada no Vocabulário na Língua Brasílica, um dicionário da língua tupi compilado no final do século XVI. Segundo Frederico Edelweiss, esse termo significaria "a (baía) toda sinuosa", por meio da composição de nhe-, um pronome reflexivo, terõ, "sinuoso" (um termo registrado por Antonio Ruiz de Montoya em seu Tesoro de la Lengua Guaraní), e îá, uma partícula que indica uma característica habitual. Edelweiss reforça essa hipótese por meio do poema De Gestis Mendi de Saa, que chama o Rio de Janeiro de "porto sinuoso" duas vezes, sugerindo ainda que essa designação revela influência tupi. Em tupi, Nheterõîa designava até mesmo a baía da Guanabara ou o Rio de Janeiro.

## História

### França Antártica

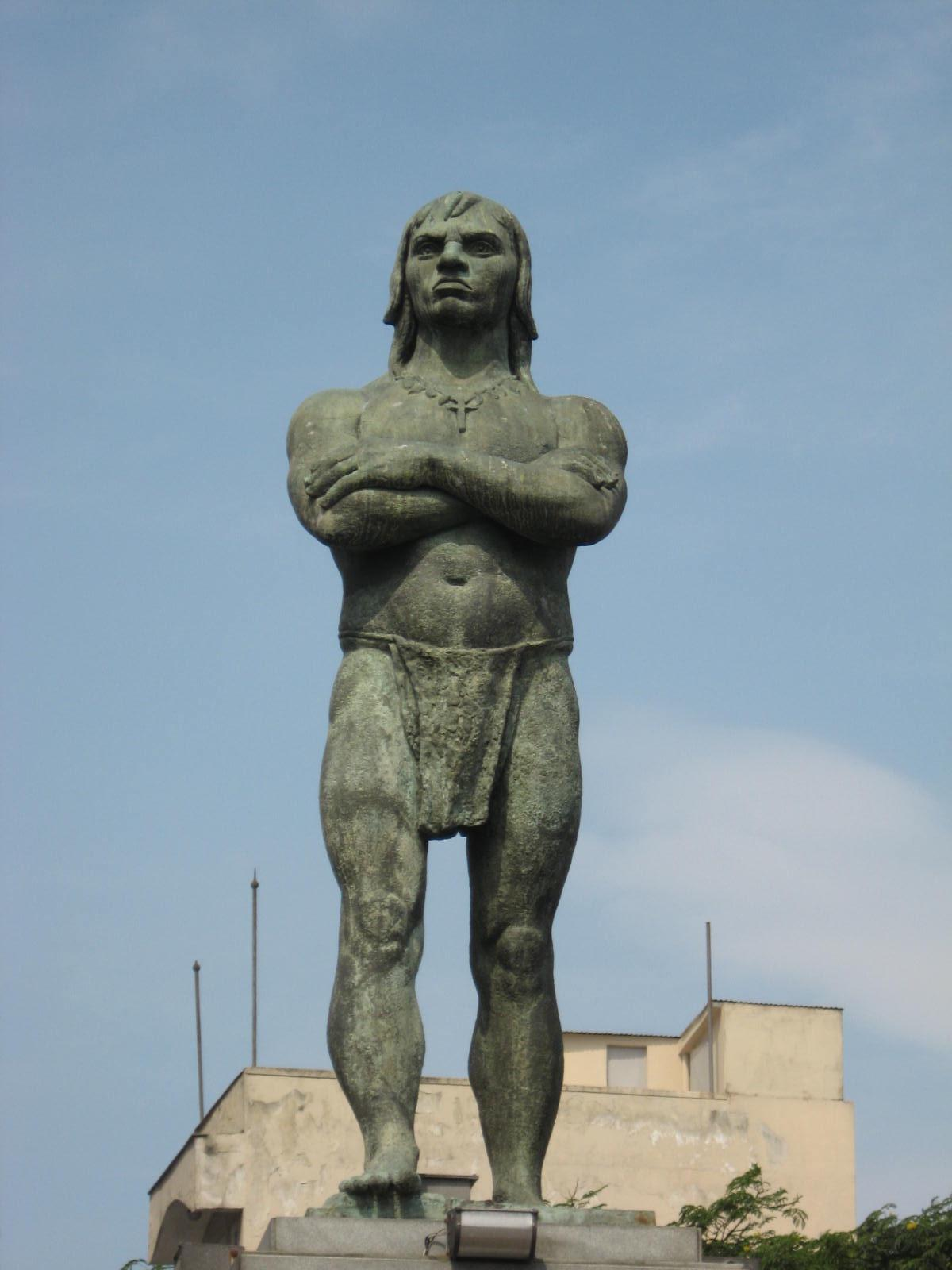
Estátua do chefe indígena Arariboia.

No ano de 1555, o navegador francês Nicolas Durand de Villegaignon se aliou aos índios tupinambás que dominavam a Baía de Guanabara e instituiu uma colônia francesa na região, a França Antártica. A região era evitada pelos portugueses por causa da hostilidade dos tupinambás. A região desenvolveu-se sob o comando de Villegaignon, que planejou construir uma cidade na região. Passado algum tempo, calvinistas que haviam emigrado da França para a colônia regressaram à França, onde acusaram Villegaignon de preconceito contra os protestantes e de má administração. O navegador francês teve de voltar à França para explicar-se.
Na ausência do governador francês, em 1560, Mem de Sá atacou e destruiu o forte francês que se localizava na Baía de Guanabara, o Forte Coligny, sem, contudo, conseguir expulsar definitivamente os franceses da região. Estácio de Sá, sobrinho de Mem de Sá, que continuaria com o comando da guerra, recorreu à ajuda do chefe dos índios temiminós, Arariboia (que é o termo tupi para cobra-papagaio). Arariboia havia sido expulso pelos franceses de sua terra natal, a ilha de Paranapuã (hoje Ilha do Governador) e se refugiara na Capitania do Espírito Santo, onde se aliou aos portugueses e os ajudou a expulsar invasores neerlandeses. Arariboia aceitou o pedido do governador para ajudar os portugueses a expulsar os franceses da Baía de Guanabara, na esperança de reconquistar a ilha-mãe.
Com o fim da guerra, em 1567, Arariboia recebeu o nome cristão de Martim Afonso. Mas Estácio de Sá resolveu ocupar a ilha de Paranapuã, tornando-a a Ilha do Governador. Para manter a segurança na Baía de Guanabara, Estácio de Sá insistiu com Arariboia para não voltar para a Capitania do Espírito Santo e convenceu-o a ocupar o lado direito da entrada da Baía de Guanabara, no lado oposto à cidade de São Sebastião do Rio de Janeiro fundada por Estácio em 1565. Dessa forma, a entrada da baía ficaria totalmente protegida contra invasões. O local a ser ocupado por Arariboia era conhecido como Banda d’Além e foi para lá que Arariboia levou sua tribo, fundando a vila de São Lourenço dos Índios.

### Elevação a capital

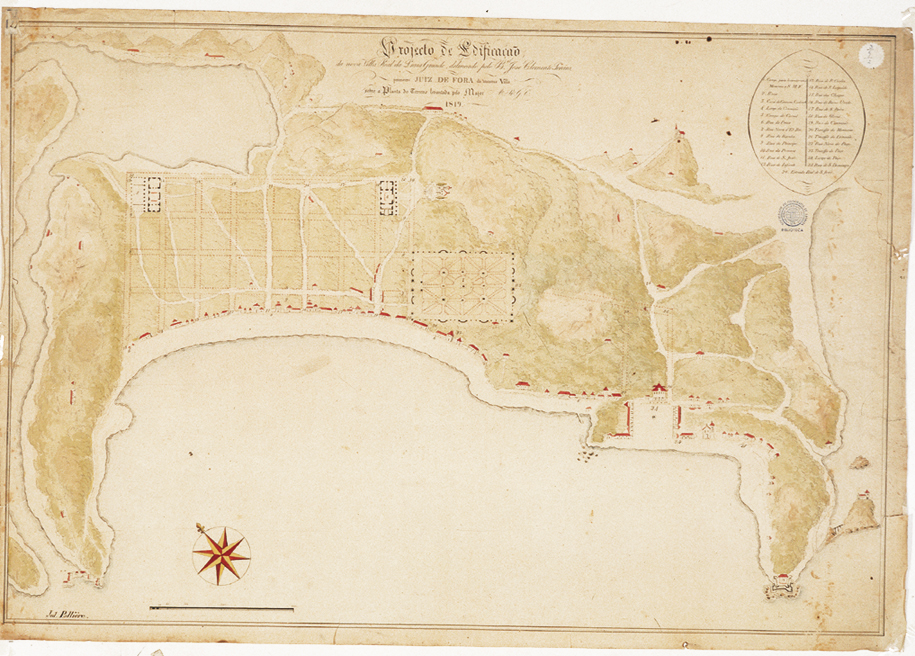
Mapa de Niterói em 1819

No início, as atividades navais foram as maiores responsáveis pelo progresso da região, que se desenvolveu e adquiriu importância até tornar-se a Vila Real da Praia Grande, em 1819, quando foi reconhecida pelo Reino de Portugal, que estava sediado naquele momento na cidade do Rio de Janeiro. Em 1834, o Ato Adicional à Constituição de 1824 fez da Vila Real da Praia Grande a capital da província do Rio de Janeiro, e transformou a cidade do Rio de Janeiro, então capital do império, num município neutro, sem estar subordinado à alguma província.
No ano seguinte, 1835, a cidade passou a se chamar Nictheroy. A condição de capital trouxe uma série de desenvolvimentos urbanos como a barca a vapor, iluminação pública a óleo de baleia, abastecimento de água e novos meios de transporte para ligar a cidade ao interior da província. Nove anos depois, o imperador dom Pedro II concedeu à cidade de Niterói o título de Imperial Cidade. A nomeação era dada às cidades mais importantes, conferindo-lhes certa autonomia e poder regional.
No fim do século XIX, por volta de 1885, foram fundados alguns sistemas de bonde, o que possibilitou a expansão da cidade para bairros como Icaraí, Ponta d’Areia e Itaipu. A Revolta da Armada, em 1893, prejudicou as atividades produtivas e forçou a transferência da sede da capital para Petrópolis. Em 1903, Niterói voltou a ser a capital do estado fluminense. Isso ocasionou um novo impulso de modernização na cidade com construção de praças, deques, parques, estação hidroviária e rede de esgotos, além de alargamentos das ruas e avenidas principais.

### Século XX

Estação das Barcas de Niterói, década de 1940. Arquivo Nacional.

Os anos seguintes foram considerados os anos do desenvolvimento que resultaria na atual Niterói, que tem o melhor índice de desenvolvimento humano do estado. Isso se deu por intermédio do trabalho de alguns prefeitos. Paulo Pereira Alves, defensor do meio ambiente e incentivador do potencial turístico da Região Oceânica, foi idealizador da avenida na Praia de Icaraí. João Pereira Ferraz teve gestão marcada pela urbanização e Feliciano Sodré continuou o trabalho com objetivo de embelezar a cidade e também foi responsável pela implantação da rede de saneamento em alguns bairros. Ernani do Amaral Peixoto era o governador do estado quando houve o aterro da Praia Grande, os parcelamentos de áreas na Região Oceânica e a construção de avenida que ganhou seu nome.
O aterro da Praia Grande possibilitou grandes obras de potencialidades econômicas e turísticas, como o Caminho Niemeyer, a Praça Juscelino Kubitschek e a Estação Arariboia. Mas o maior marco para o crescimento econômico da cidade viria em plena ditadura militar (1964-1985), quando foi inaugurada a Ponte Presidente Costa e Silva, mais conhecida como Ponte Rio-Niterói, em 1974. Foi o sinal para o redirecionamento de investimentos públicos, da especulação imobiliária, da infraestrutura e ocupação de bairros da Região Oceânica. Com a fusão do estado da Guanabara com o estado do Rio de Janeiro, em 1975, Niterói deixou de ser a capital, transferindo o título para o Rio de Janeiro.

### Século XXI

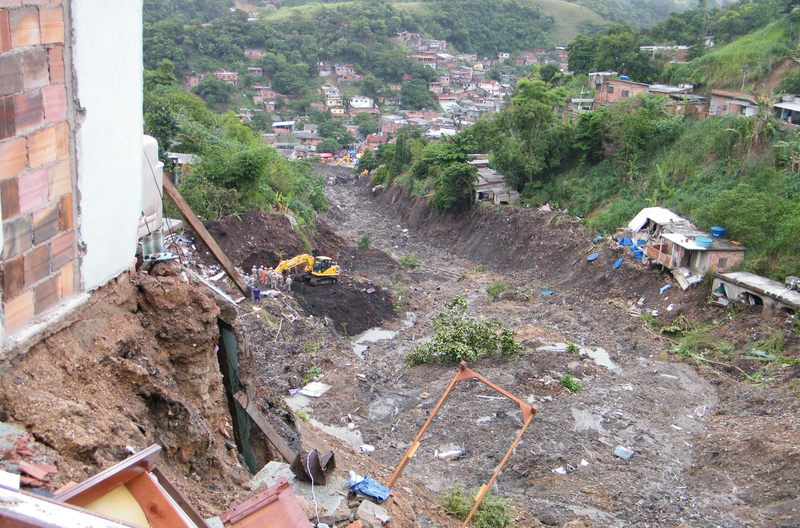
Deslizamento no morro do Bumba, 2010.

No início dos anos 2000, a cidade de Niterói passa por mais avanços como uma capital cultural, com a inauguração do Caminho Niemeyer, em 2002, e da Praça Juscelino Kubitschek, em 2003. Em 2004, é inaugurado o terminal hidroviário de Charitas, outro projeto de Niemeyer, abrindo mais uma opção de ligação com a praça XV no Rio de Janeiro. Em 2005, a prefeitura da cidade obteve êxito nas negociações para a inclusão de Niterói no Roteiro Niemeyer, importante iniciativa do Ministério do Turismo que inclui as cidades de Brasília, Belo Horizonte e Niterói, que no Brasil reúnem o conjunto mais expressivo de obras do arquiteto. Em abril de 2007, foi inaugurado o Teatro Popular de Niterói, que abriga um teatro que se dá através de uma rampa helicoidal, onde se chega a um foyer de aproximadamente 580 metros quadrados, e daí para a área da plateia, que pode abrigar 350 pessoas e um espaço exterior com a capacidade máxima de público para 20 000 lugares. Em abril de 2010, houve uma grande tragédia na cidade, no Morro do Bumba, onde 267 pessoas morreram após as chuvas que causaram o desabamento de encostas. As casas do local foram construídas em cima de um lixão desativado, num terreno fragilizado e que não suportou a quantidade de chuvas de verão. Inclusive os bairros próximos são bairros com o menor índice de desenvolvimento humano da cidade. Após o deslizamento do Morro do Bumba, a cidade passou a esbarrar em outro problema: o crescimento acelerado e desordenado iniciado na década dos anos 2000, principalmente impulsionado pela chegada de novos moradores, provenientes da cidade do Rio de Janeiro. Eles emigraram para Niterói com o objetivo de fugir da violência urbana, que tinha níveis elevados. Com isso, bairros como Icaraí passaram a registrar um aumento exponencial de construções de prédios de condomínios ao mesmo tempo em que o crescimento populacional passou a atingir também bairros afastados como a Região Oceânica como um todo, além da região da Pendotiba.
De modo a tentar resolver esses problemas, a última administração do prefeito Jorge Roberto Silveira (2009-2012) tomou algumas medidas para tentar melhorar o fluxo de veículos nos horários de pico, como a conversão da Avenida Roberto Silveira em via de mão única e a construção de um mergulhão ligando as avenidas Jansen de Melo e Marquês de Paraná, sendo está cercada de muitas controvérsias e cuja conclusão foi no governo do atual prefeito Rodrigo Neves. Há, ainda, a construção do Corredor Metropolitano da Alameda São Boaventura, que consiste em uma pista exclusiva para ônibus, de forma a desafogar esta via. Além destes, foi concluída em 2020 a obra de revitalização da avenida Marquês de Paraná. Na eleição municipal de 2012, Jorge Roberto Silveira abdicou da candidatura à reeleição, alegando estar tratando um câncer de garganta, e lançou Felipe Peixoto, jovem deputado estadual pelo Partido Democrático Trabalhista, que teve, como concorrentes, Rodrigo Neves, Flávio Serafini e Sergio Zveiter. Em uma disputa acirrada, Rodrigo Neves, do Partido dos Trabalhadores, venceu, com 52,55 por cento dos votos válidos, o pedetista Felipe Peixoto.

## Geografia

### Hidrografia

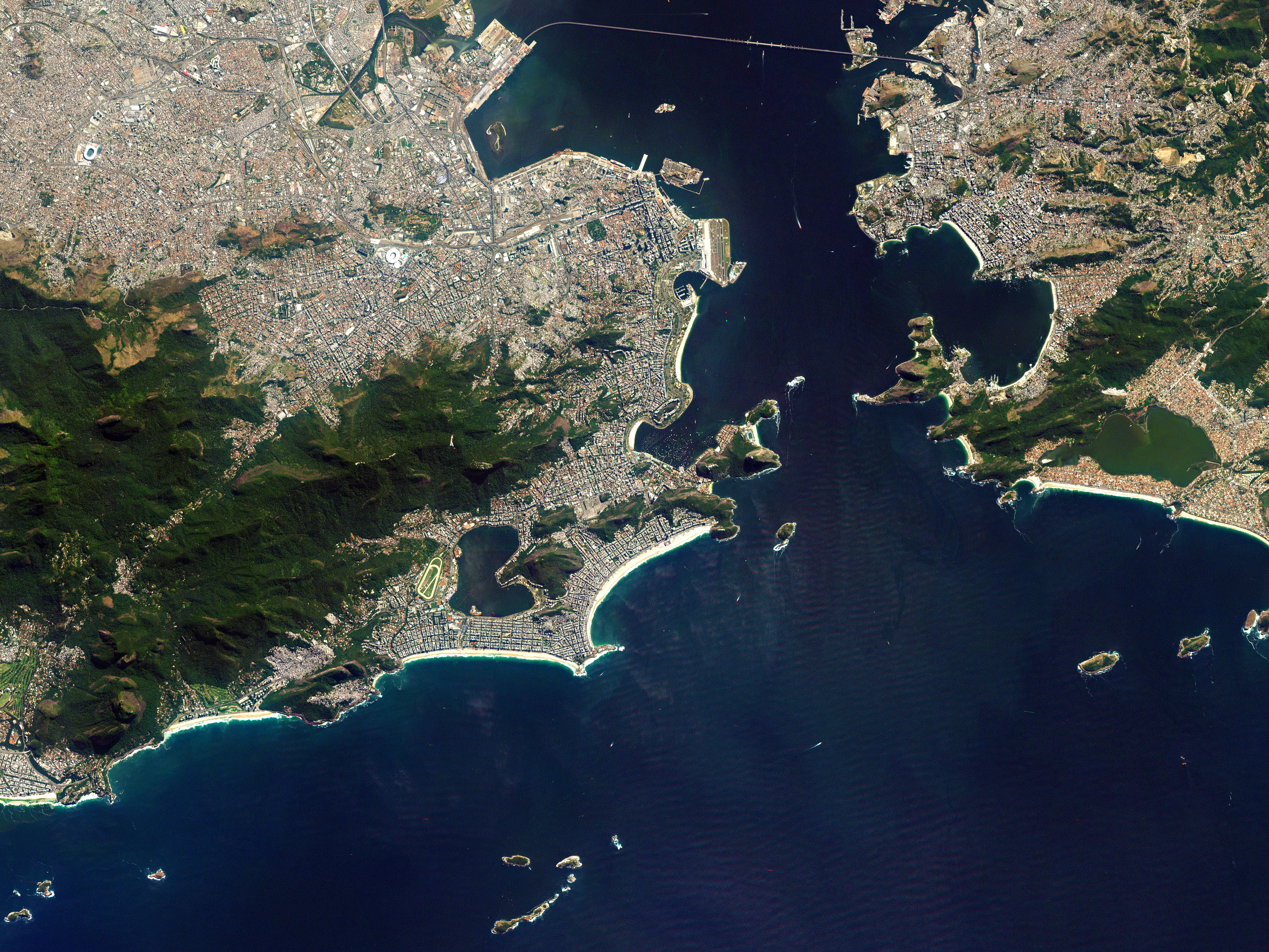
Imagem de satélite da entrada da Baía de Guanabara.

Niterói tem uma área de 129,375 quilômetros quadrados localizada entre a Baía de Guanabara (oeste), o Oceano Atlântico (sul), Maricá (leste) e São Gonçalo (norte). A Região Oceânica é o grande ponto de belezas naturais, pois conta com as melhores praias - as praias de Fora e do Imbuí, com seus valores históricos; as praias de Piratininga, Camboinhas, Itaipu e Itacoatiara, as mais famosas e visitadas; as praias do Sossego, Adão e Eva e a Prainha, locais calmos e paradisíacos.
O município também possui duas lagunas, uma vez que fazem ligação com o sistema marinho, tendo, portanto, água salgada, mas que continuam sendo conhecidas como lagoas, que eram suas formas originais: Piratininga e Itaipu. A primeira se liga à segunda por meio do Canal do Camboatá, aberto pelo Departamento Nacional de Obras de Saneamento em 1946. A Lagoa de Itaipu, por sua vez, se liga ao mar através do Canal de Itaipu, que foi construído em 1979.

### Relevo
O relevo é constituído por terrenos cristalinos, divididos em maciços e colinas costeiras. Os maciços predominam no sul e formam as serras do Malheiro, do Calaboca e da Tiririca, onde está a Pedra do Elefante, ponto mais alto do município, a 412 m de altura. As planícies costeiras são constituídas de sedimentos localizadas, obviamente, próximas ao mar. A mais extensa abrange toda a área das lagoas de Piratininga e Itaipu.

### Áreas verdes

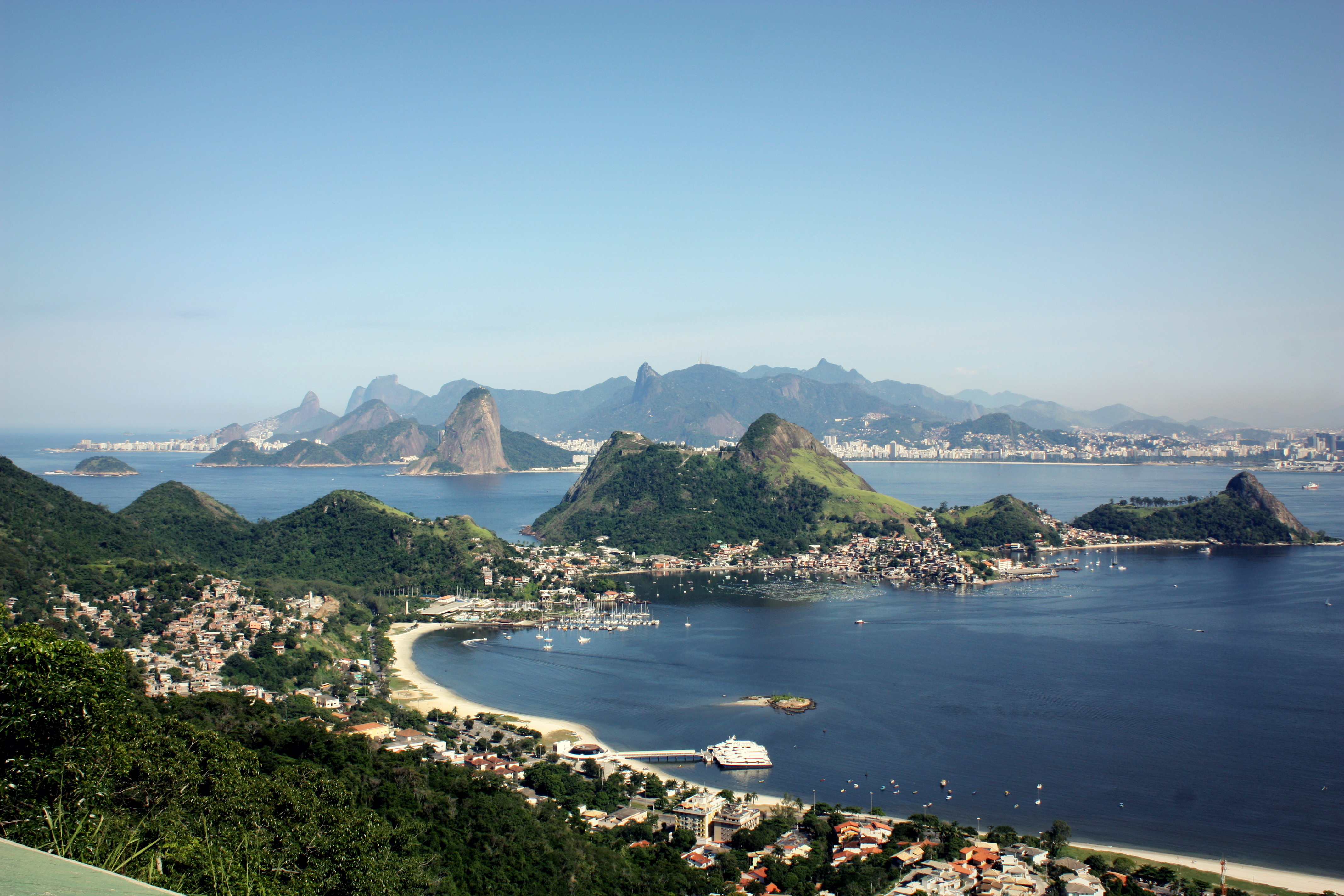
Vista dos bairros Charitas e Jurujuba a partir do Parque da Cidade.

Na época do descobrimento a Mata Atlântica, era predominante, mas hoje só está preservada em poucos locais, como, por exemplo, na Serra da Tiririca. Também são encontradas áreas de restinga e de mangue.
O Parque da Cidade de Niterói é uma reserva biológica e florestal do município numa altitude de aproximadamente 270 metros, ocupando uma área de 150 000 metros quadrados, que possui um mirante de onde pode-se ter uma visão panorâmica das lagunas, Região Oceânica, bairros de Niterói, Baía de Guanabara e do mar aberto. Também conta com diversas opções de trilhas para prática de esportes como Mountain bike, corrida e caminhada.
O Horto Botânico de Niterói (também conhecido por Jardim Botânico de Niterói), no bairro do Fonseca, foi criado, por decreto do governador Nilo Peçanha, em maio de 1906, com a finalidade de cultivar e distribuir aos lavradores sementes e mudas de frutíferas e plantas medicinais. Com mais de um século de existência, o horto conta com espécies de plantas e árvores como jatobás, jequitibás, jacarandás e sapucaias e também com espécies raras, como o pau-mulato, só encontrado no Jardim Botânico do Rio de Janeiro e na Amazônia.
O Parque Estadual da Serra da Tiririca foi declarado "reserva mundial da biosfera" pela Organização das Nações Unidas para a Educação, a Ciência e a Cultura em 1992. Em 2012, teve seus limites ampliados pelo Decreto Estadual 43 913, incorporando a Reserva Municipal Darcy Ribeiro, as ilhas Pai, Mãe e Menina e o Morro da Peça, passando a abranger uma área de 3 568 hectares. O Parque Nacional Darcy Ribeiro é uma área remanescente da Mata Atlântica, reunindo blocos rochosos, nascentes e belas paisagens. Abrange as áreas do Morro do Cantagalo, Morro do Jacaré, Serra Grande e Serra do Malheiro.

### Clima
O clima de Niterói é tropical do tipo Aw, com verões quentes e invernos moderados. Sua temperatura média é de 22,6 °C, sendo 20,2 °C a temperatura média do mês mais frio (julho) e 25,6 °C do mês mais quente (fevereiro). A pluviosidade tem média de 1 093 mm anuais. Não há estação seca no município, apenas uma redução no regime de chuvas durante o inverno.
No inverno, a presença de frentes frias oriundas do avanço de massas polares ocasionam quedas bruscas de temperatura, amenizadas pela maritimidade. Neste período a estiagem é bastante comum, podendo ficar semanas sem chover devido a essa presença de massas secas de origem polar e seus centros de alta pressão atmosférica que, por sua vez, divergem os ventos e dificultam a formação de nuvens de chuva. Outro evento bastante comum é a formação de nevoeiro durante a madrugada pelo resfriamento atmosférico e ausência de ventos, muitas vezes ocasionando o fenômeno da inversão térmica. Algumas madrugadas, porém, podem não ser tão geladas para os padrões niteroienses. Isso ocorre quando há uma frente fria estacionada no local, suas nuvens funcionam como um cobertor impedindo que o calor absorvido durante o dia possa retornar à atmosfera durante a noite. Um exemplo de temperatura baixa recentemente registrada foi de 11,2 °C durante o inverno de 2010.
Segundo dados do Instituto Nacional de Meteorologia (INMET) coletados na estação meteorológica automática da cidade, instalada no bairro do Barreto em 13 de julho de 2018, a menor temperatura registrada foi de 12,2 °C em 21 de julho de 2021, e a maior atingiu 41,7 °C em 18 de novembro de 2023, durante uma onda de calor intensa.

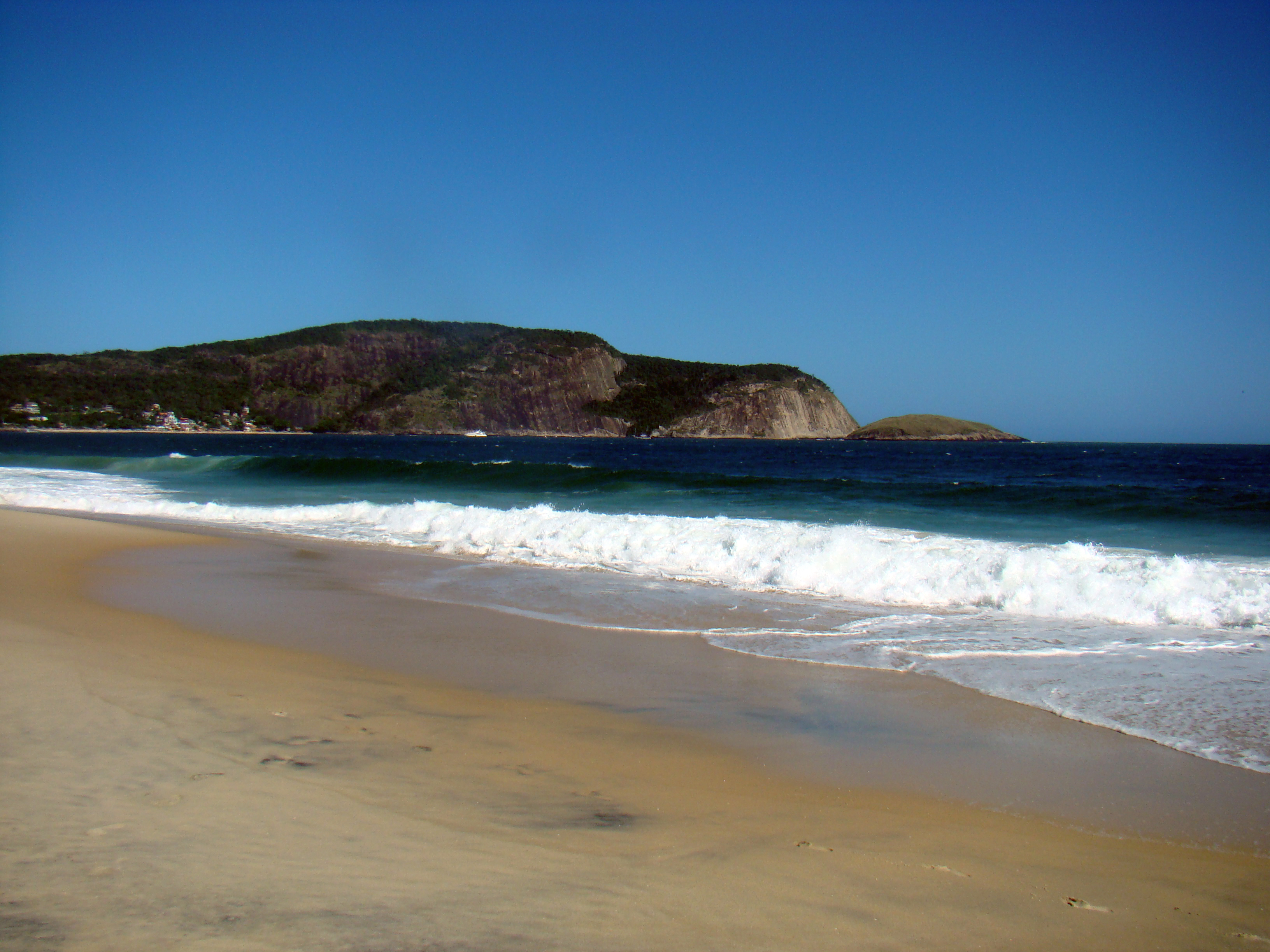
Praia de Camboinhas, no bairro homônimo da Região Oceânica de Niterói.

No verão, a influência de massas equatoriais e dos ventos provenientes da Amazônia formam um canal de umidade entre o Norte e o Sudeste, determinando o clima quente e úmido desta época do ano com suas típicas tempestades vespertinas. As manhãs costumam ser calorosas e abafadas, durante a tarde costuma-se ter formação de tempestades com ventos fortes e pela noite o tempo volta a abrir. Há picos comuns de trinta graus centígrados e, devido à alta umidade, sensações térmicas superiores.
O outono é marcado por dias limpos de céu azul e temperaturas frescas, principalmente pela manhã. As massas polares começam a atingir a região com significância e as temperaturas caem progressivamente. A primavera é chuvosa, pois ainda são sentidas frentes frias tardias deixadas pelo inverno, a temperatura não sobe muito, até se aproximar o mês de dezembro (verão). As massas úmidas equatoriais oriundas da Amazônia também começam a agir, causando uma forte instabilidade atmosférica, sendo o tempo modificado várias vezes em um mesmo dia.

## Demografia

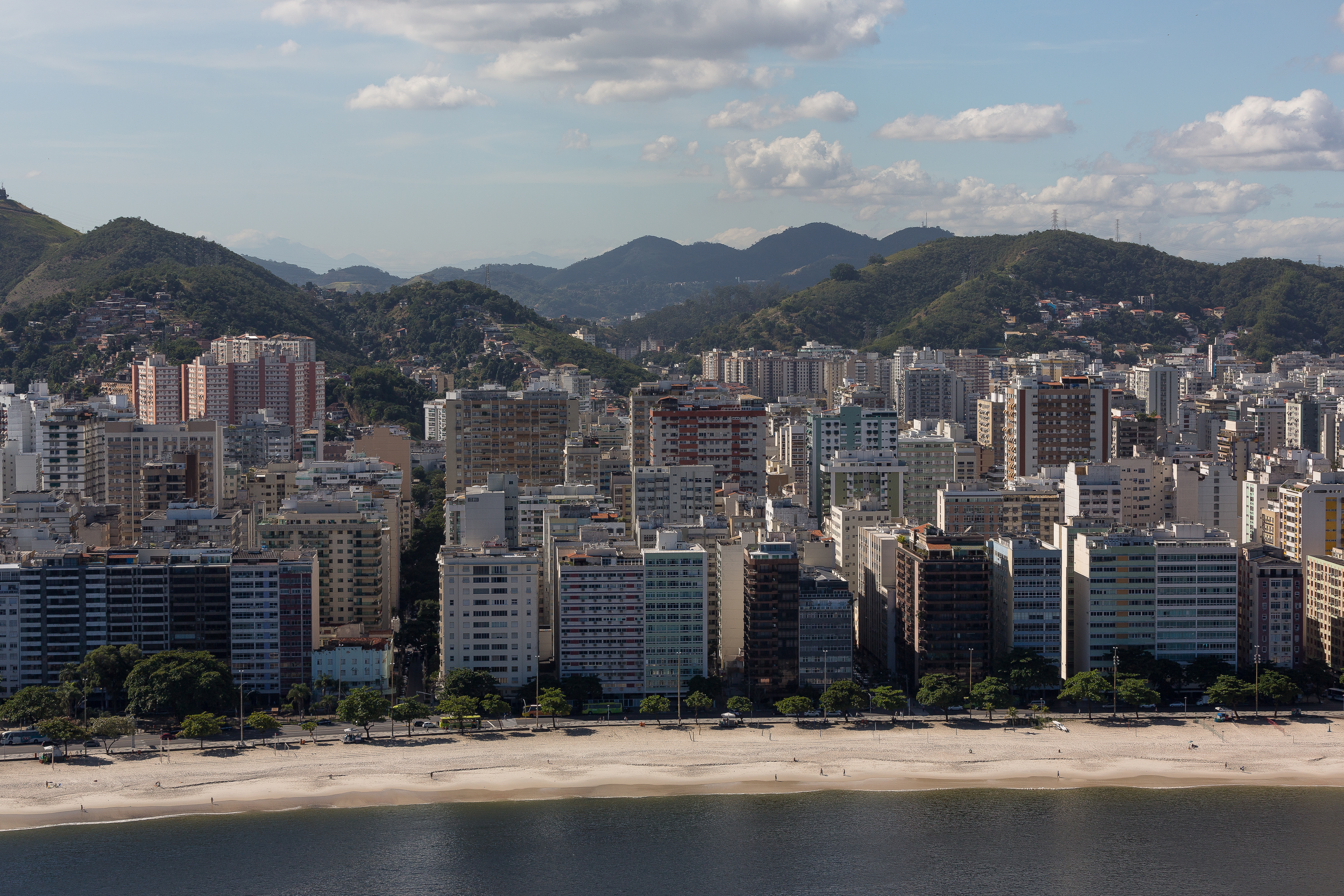
Vista aérea da Praia das Flechas

O município possui uma população de 487 327 habitantes, segundo dados de 2010. Em um relatório divulgado pelo Programa das Nações Unidas para o Desenvolvimento, no ano 2000, Niterói apresentou um índice de desenvolvimento humano entre os mais elevados do país (o quinto lugar dentre os 5 700 municípios brasileiros), de acordo com os padrões da Organização das Nações Unidas. No relatório publicado em 2010, Niterói perdeu duas posições, aparecendo agora em sétimo lugar.
A maior parte da população é branca com 57,4% ou (298.539), morenos com 25,6% ou (133.146), pretos com 9,7 ou (50.449), mulatos com 6,9% ou (35.888), além de amarelos e indígenas que são 0,4% ou (2.083) .
Em 2024 a estimativa é que a população seja de 520.105 habitantes.

### Religião
Na cidade de Niterói existem diversas doutrinas religiosas manifestas. De acordo com o censo demográfico de 2010, da população total de Niterói, existiam 258 391 católicos apostólicos romanos (53%), 97 759 evangélicos (35%) e 34 484 espíritas (11%). Além disso, 71 599 pessoas declararam não ter uma religião, cerca de 14,7% da população.  Segundo o censo brasileiro de 2022, a composição religiosa da cidade era de 44,94% católicos, 22,16% evangélicos ou protestantes, 5,95% espíritas, 3,06% umbandistas ou candomblecistas, 0,01% religião tradicional, 6,66% outra religião, 16,96% irreligiosos, 0,17% desconhecidos e 0,08% não declarados.
| Religiões em Niterói (2010) | Religiões em Niterói (2010) | Religiões em Niterói (2010) | Religiões em Niterói (2010) | Religiões em Niterói (2010) |
| --------------------------- | --------------------------- | --------------------------- | --------------------------- | --------------------------- |
| Religião                    |                             |                             | Porcentagem                 |                             |
| Catolicismo romano          | Catolicismo romano          |                             | 53%                         | 53%                         |
| Evangélicos                 | Evangélicos                 |                             | 35%                         | 35%                         |
| Espíritas                   | Espíritas                   |                             | 11%                         | 11%                         |

Segundo a divisão da Igreja Católica no Brasil, Niterói pertence ao Conselho Episcopal Regional Leste I da Conferência Nacional dos Bispos do Brasil, e a sede arquiepiscopal encontra-se na cidade de Niterói. A Arquidiocese de Niterói compreende 14 municípios da região da capital e do interior do Estado do Rio de Janeiro, formando ao todo 73 paróquias e 1 quase-paróquia divididas em 6 vicariatos. Existem ainda a comunidade judaica integrada à Federação Israelita do Rio de Janeiro, também possui os mais diferentes credos protestantes, assim como a prática do budismo, messianismo, religiões afro-brasileiras entre outras.

## Política

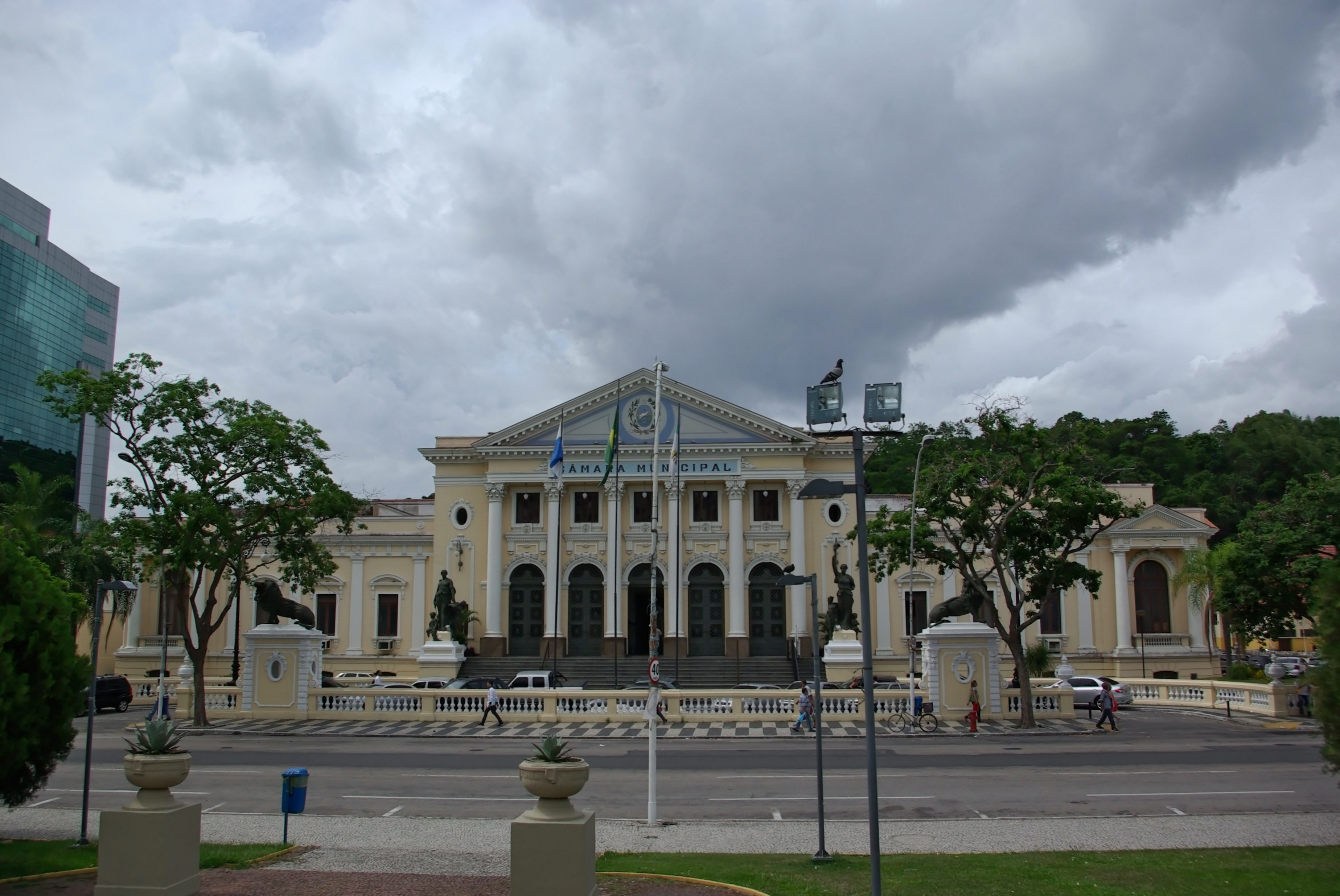
Câmara Municipal de Niterói, órgão legislativo do município.

Em Niterói, o poder executivo é representado pelo prefeito e gabinete de secretários, em conformidade ao modelo proposto pela Constituição Federal. A Lei Orgânica do Município e o atual Plano Diretor, porém, preceituam que a administração pública deve conferir à população ferramentas efetivas ao exercício da democracia participativa. Deste modo, a cidade é dividida em secretarias regionais (embora já tenha sido dividido em administrações regionais), cada uma delas dirigida por um secretário nomeado pelo prefeito.
O poder legislativo é constituído à Câmara Municipal de Niterói (CMN), composta por 21 vereadores eleitos para mandatos de quatro anos (em observância ao disposto no artigo 29 da Constituição Federal, que disciplina um número mínimo e máximo para municípios de acordo com número de habitantes). Cabe à casa elaborar e votar leis fundamentais à administração e ao Executivo, especialmente o orçamento participativo (Lei de Diretrizes Orçamentárias).
Em 2018, o prefeito  Rodrigo Neves foi preso no dia 10 de dezembro, através de um processo por corrupção, com escutas, planilhas e delação premiada, por policiais civis e por integrantes do Ministério Público do Estado do Rio, em uma operação batizada de Alameda. Segundo o MP-RJ a prisão preventiva se deu devido ao esquema que envolvia o pagamento de propina por empresários do setor de transportes a agentes públicos da cidade. De acordo com a investigação, entre os anos de 2014 e 2018, foram desviados aproximadamente R$ 10,9 milhões dos cofres públicos para pagamentos ilegais. A ação é um desdobramento da Operação Lava Jato no âmbito estadual. Por causa de sua prisão o presidente da Câmara Municipal Paulo Bagueira assumiu a prefeitura da cidade.

### Símbolos municipais
A bandeira foi adotada em 24 de novembro de 1969. Através do decreto nº. 1736/69, a Prefeitura de Niterói, "considerando que o brasão de armas do Município de Niterói, além de desatualizado, não obedece às normas da heráldica de domínio" e que "o Município de Niterói não possui bandeira que o represente", instituiu um concurso para a escolha de um novo brasão e de uma bandeira para a cidade. A proposta vencedora foi a que apresentou uma bandeira dividida em dois campos, com o brasão dentro.
O brasão tem a forma do escudo ibérico, utilizado em Portugal à época do descobrimento do Brasil, ressaltando a origem portuguesa da nossa colonização. Oito torres coroam o brasão, das quais somente cinco são aparentes. As torres douradas são utilizadas exclusivamente para representar uma capital. À época em que o brasão foi criado, Niterói era a capital do Estado do Rio de Janeiro, condição que perdeu com a fusão com o Estado da Guanabara, em 1975.
O hino, com a letra de Nilo Neves e a melodia de Almanir Grego, foi oficializado em 1992, que instituiu o "Vila Real da Praia Grande" como o hino do município. A Lei Orgânica Municipal, de 4 de abril de 1990, em seu artigo oitavo, incluiu a representação gráfica do Museu de Arte Contemporânea - MAC, como símbolo da cidade, ao lado do hino e do brasão, decisão ratificada pela emenda 14/97.

### Relações internacionais
Niterói tem as seguintes cidades-irmãs:
- Mianyang, China (2021)[52]
- Braga, Portugal (2022)[53][54]
- Nazaré, Portugal (2023)[55]
- Santo Domingo Este, República Dominicana (2024)[56]

## Subdivisões
O município é dividido em cinquenta e dois bairros. Para efeito de planejamento político-administrativo, a cidade foi organizada em cinco regiões de planejamento subdividas em 19 sub-regiões de planejamento.

Mapa dos Bairros de Niterói

A prefeitura trabalha com 14 secretarias de administração regional: Barreto; Engenhoca; Fonseca; Icaraí; Ilha da Conceição; Ingá e Centro; Jurujuba; Largo da Batalha; Ponto Cem Réis e Adjacências; Região Oceânica; Rio do Ouro; São Francisco; Sapê, Badu e Matapaca; Tenente Jardim. 

## Economia

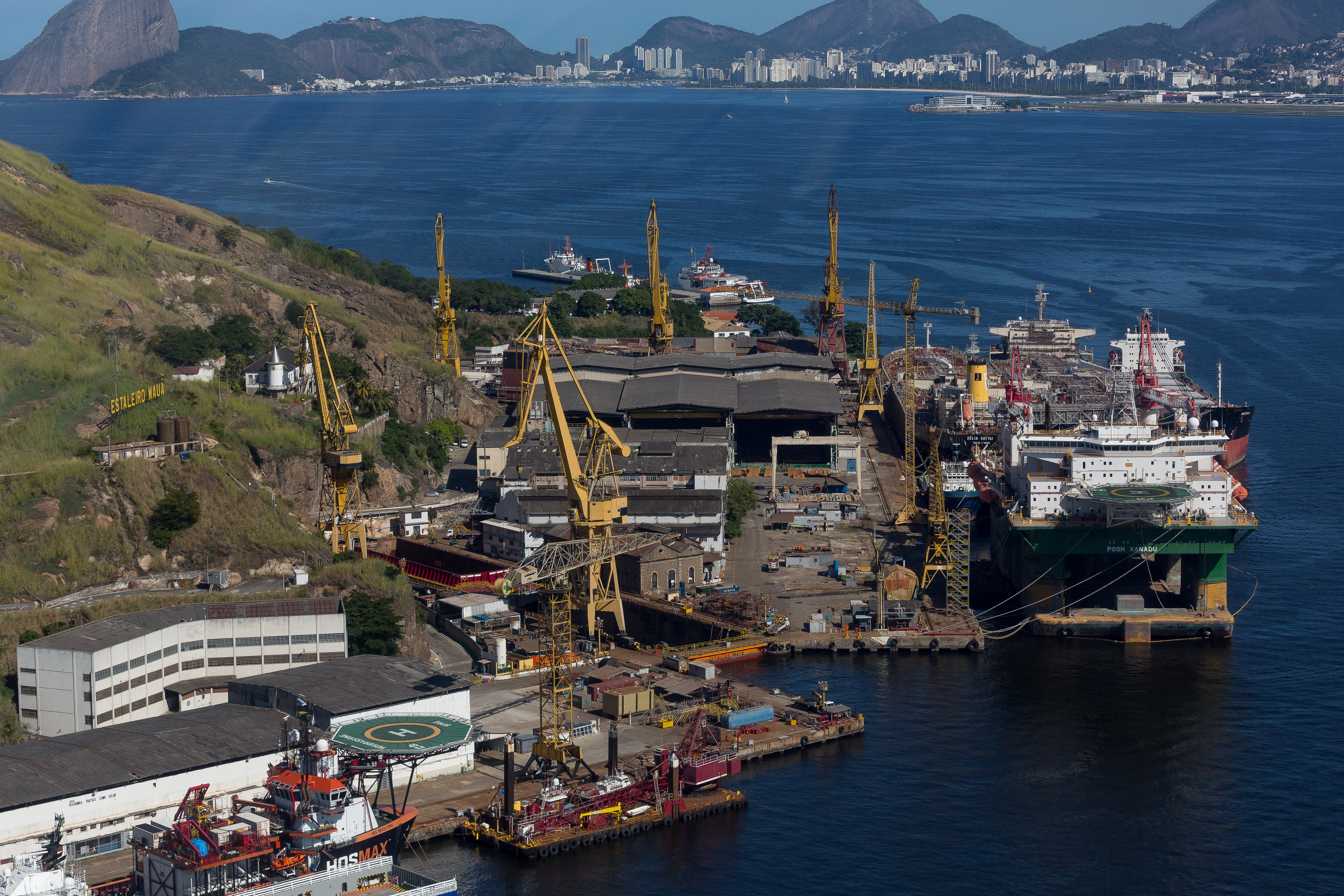
Imagem aérea do Estaleiro Mauá.

Niterói é um dos principais centros financeiros e comerciais do estado do Rio de Janeiro. O município vem acompanhando um alto índice de investimentos na Região Metropolitana do Rio de Janeiro, com a qual é altamente conurbada, como investimentos no setor imobiliário, atividades financeiras e comerciário. Segundo os dados do censo do Instituto Brasileiro de Geografia e Estatística de 2010, a cidade é a que possui a maior renda per capita domiciliar do Brasil, com média de R$ 3 037,30 por pessoa, fazendo com que seja considerada a "cidade com a população mais rica do Brasil".
Em 2009, segundo dados do Instituto Brasileiro de Geografia e Estatística, o Produto Interno Bruto (PIB) nominal de Niterói foi de R$ 10,8 bilhões, figurando como o terceiro município com maior PIB do Rio de Janeiro, depois da cidade do Rio de Janeiro e de Duque de Caxias e o 41º município mais rico do Brasil. Em 2009, o setor que mais predominou na economia municipal foi o setor de comércio e serviços, que contribuiu com R$ 8,34 bilhões (77,29% do PIB) seguido do setor industrial, que contribuiu com R$ 2,33 bilhões (21,58% do PIB) e do setor agrícola, que contribuiu com R$ 122 milhões (1,13% do PIB).

### Turismo
Niterói é a terceira cidade que mais recebe turistas do Estado do Rio de Janeiro, atrás apenas da capital e de Búzios. A cidade atrai basicamente pelos seus centros culturais e históricos e pelas sua belas praias oceânicas, entre as quais se destacam as praias de Itacoatiara, Itaipu, Camboinhas e Piratininga. Paralelamente, a rede de hotelaria da cidade é bem restrita. Isso se dá pelo fato de que a maioria dos turistas vem a Niterói como uma extensão ao passeio pela cidade do Rio, ou seja, passam apenas um ou dois dias na cidade, mas se hospedam na capital.
Entre suas atrações mais visitadas, estão a Praia de Icaraí, no principal bairro de Niterói, com as pedras de Itapuca e do Índio; o Caminho Niemeyer, conjunto arquitetônico que contém, como centros culturais, o Museu de Arte Contemporânea, a Praça Juscelino Kubitschek, o Teatro Popular de Niterói, a Estação Hidroviária de Charitas, a Fundação Oscar Niemeyer e o Complexo dos Fortes de Niterói. Icaraí é o principal bairro de Niterói, possui belo urbanismo e contém dois monumentos naturais famosos, as pedras de Itapuca e do Índio, pontos para pescadores locais e apreciadores da Praia de Icaraí e do resto da Baía de Guanabara, ostentando o título de ser um dos mais belos, cosmopolitas e pujantes bairros da cidade.
O Caminho Niemeyer é um complexo arquitetônico e um corredor de aparelhos culturais sob o projeto arquitetônico de Oscar Niemeyer, concentrado no centro da cidade, mas com alguns edifícios em outros bairros, especialmente pela orla. É composto pelo Museu de Arte Contemporânea de Niterói (o prédio mais famoso), o Memorial Roberto Silveira, a Fundação Oscar Niemeyer, o Teatro Popular de Niterói, a Praça Juscelino Kubitschek, o Museu Petrobras de Cinema e a futurista Estação das Barcas de Charitas.
A Cantareira, como é popular e festivamente chamada a Praça Leoni Ramos e seus arredores, no histórico bairro de São Domingos, também é chamada de "Lapa de Niterói", em comparação ao bairro da Lapa na cidade do Rio de Janeiro, reduto da boêmia, à medida que em volta da Praça Leoni Ramos há vários bares, pubs e restaurantes em construções históricas, frequentados por jovens e estudantes universitários. Ainda nas casas da vizinhança abrigam dezenas de ateliers de artes plásticas, formando um corredor cultural e artístico, que lembra o bairro carioca de Santa Teresa. Abriga o espaço cultural Estação Cantareira - em um edifício histórico que deu apelido ao lugar - restaurado e adaptado a esse fim.
A Fortaleza de Santa Cruz, com seu complexo arquitetônico imponente e grandioso, causa ao observador o impacto do susto e o apaziguamento da beleza. As celas de prisioneiros, a lembrança das câmaras de tortura, as grades impenetráveis que miram a antiga forca vigiada por guarita interna, as marcas de fuzilamento no paredão; a capela de Santa Bárbara, em estilo colonial, são elementos que constituem a fortaleza.
O Costão de Itacoatiara é um monólito rochoso que adentra o oceano, formando a Ponta de Itacoatiara. Com aproximadamente 250 m de altura, esta rocha pertence ao Parque Estadual da Serra da Tiririca e possui uma vegetação predominantemente rupícola, com muitas bromélias e orquídeas, além de dois "oásis" de Mata Atlântica, um em seu cume e outro em sua encosta leste. A Enseada de Jurujuba possui trezentos metros de extensão, margeada por estreita calçada. Jurujuba é uma colônia de pescadores, que é cenário da Festa de São Pedro dos Pescadores, realizada anualmente em 29 de Junho. Além da Igreja de São Pedro dos Pescadores, na orla há vários restaurantes típicos de frutos do mar.

## Infraestrutura

### Transportes

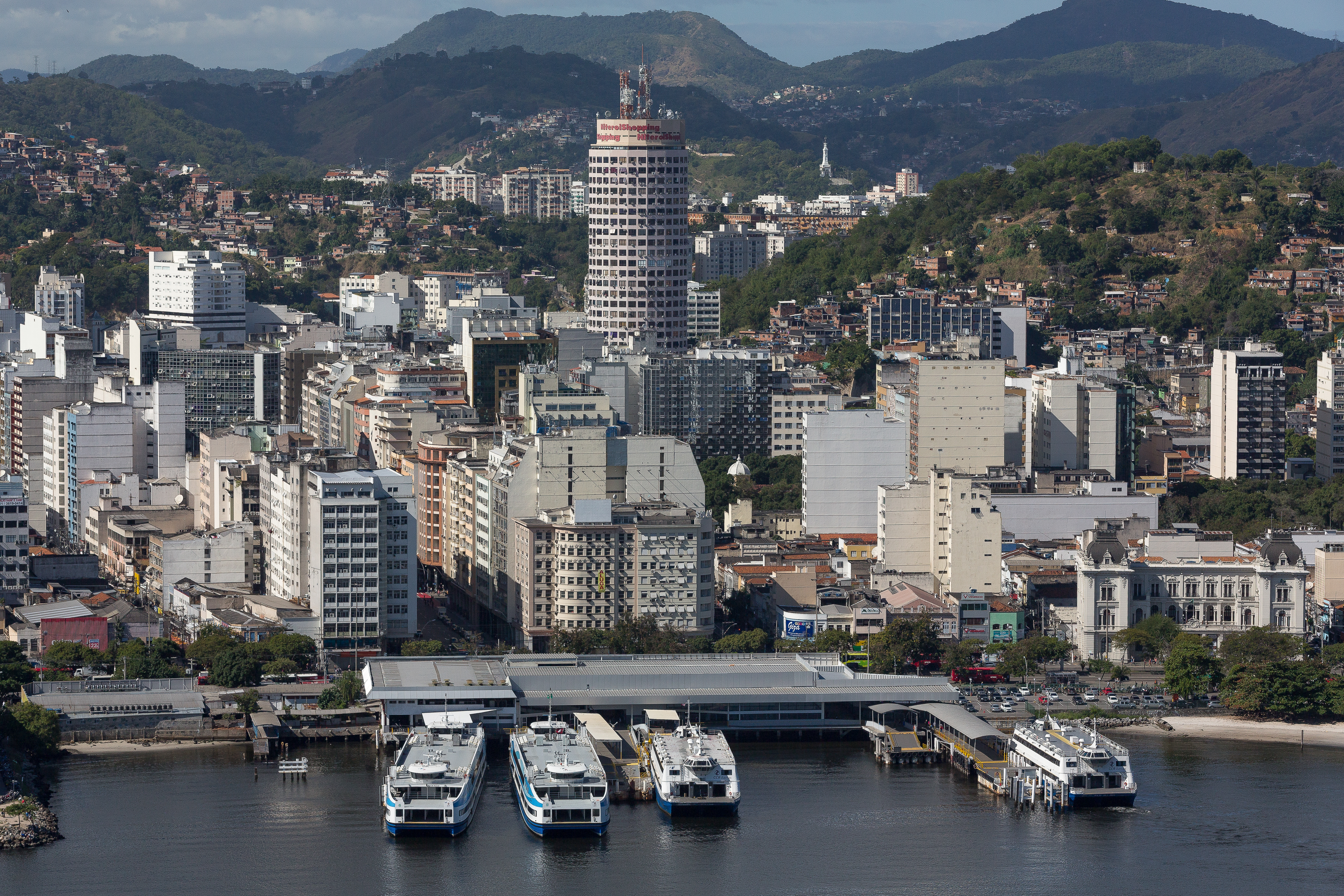
Estação Arariboia, no centro de Niterói.

O serviço de ônibus urbanos consiste no único meio de transporte público da cidade de Niterói. Há pouco menos de cinquenta linhas em atividade, todas operadas por empresas particulares. A maior parte das linhas de ônibus municipais têm ponto final no centro de Niterói (no Terminal Rodoviário João Goulart), ou passam por ele.

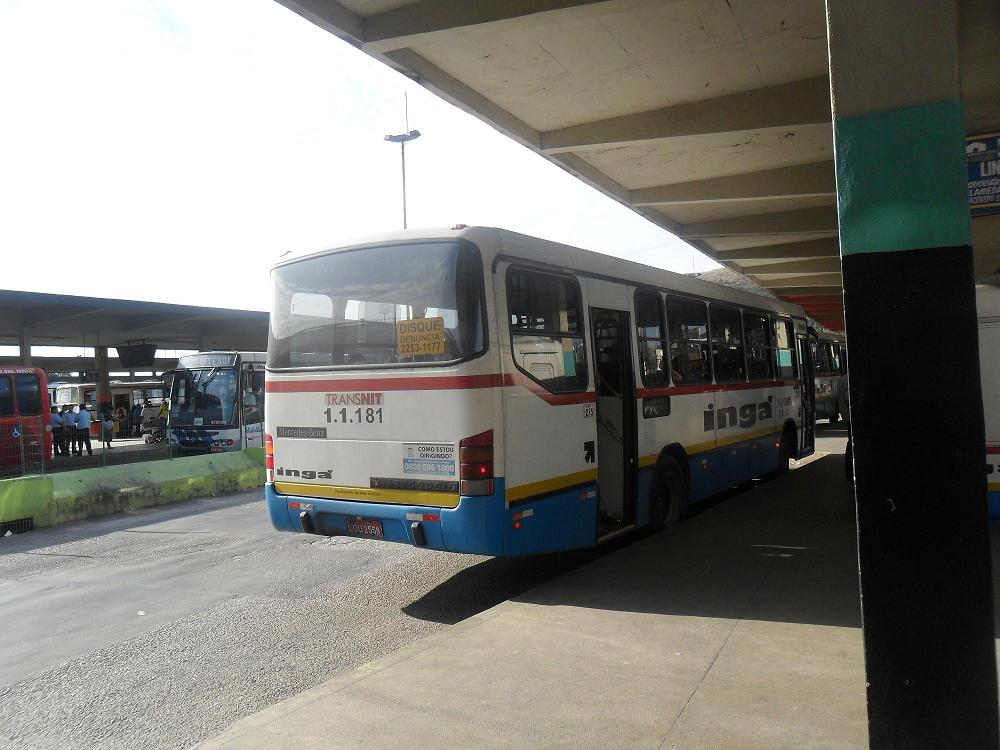
Ônibus municipal no Terminal Rodoviário João Goulart.

A travessia marítima entre Niterói e o município do Rio de Janeiro é feita por duas rotas, ambas tendo como destino a Estação Praça XV. As estações, em Niterói, localizam-se na Praça Arariboia, no Centro e a Estação das Barcas de Charitas, no bairro de Charitas. A travessia entre a Praça Arariboia e a Praça XV é feita por barcas de grande porte, com capacidade para até 2 000 passageiros, num trajeto que dura cerca de vinte minutos. Desde 2006, as barcas vêm sendo, gradativamente, substituídas por catamarãs de grande porte, com capacidade inferior (até 1 200 passageiros), porém perfazendo um tempo de travessia menor, entre doze e quinze minutos. A travessia entre a estação de Charitas e a da Praça 15 de Novembro é feita por catamarãs de pequeno porte, sendo esse serviço considerado transporte seletivo.
Existia um ramal ferroviário para transporte de passageiros, o chamado Ramal Niterói com 33 km de extensão, ligando Niterói ao município de Itaboraí, passando por São Gonçalo. Até sua desativação em 2007 o ramal foi operado pela empresa estatal Central. No final, eram realizadas apenas duas viagens diárias, uma em cada sentido, utilizando um trem obsoleto dos anos 1950. A linha hoje encontra-se desativada e em vários trechos, os trilhos foram removidos pelas prefeituras de São Gonçalo e Niterói. Sendo que, no futuro há a proposta de utilizar o leito desse ramal para a implantação de parte da projetada Linha 3 do Metrô Rio entre Niterói e Itaboraí.
Esse ramal de subúrbio era originalmente um encurtamento da Linha do Litoral da Estrada de Ferro Leopoldina, que ligava ambas as cidades a Vitória, no Espírito Santo. Os trens, no início, partiam da Estação Ferroviária de Maruí, no bairro homônimo, de onde possuíam garagens e um grande pátio ferroviário. Nos anos 1940, estes foram transferidos para a então recém-inaugurada Estação Ferroviária General Dutra, situada no Porto de Niterói e às margens da Baía de Guanabara, enquanto a de Maruí funcionava apenas como garagem destes. Posteriormente, na segunda estação, os trens que seguiam rumo a capital capixaba passariam a dividir espaço com os trens que seguiam para o Ramal de Cabo Frio (antiga Estrada de Ferro Maricá), o que favorecia uma baldeação direta entre ambas as linhas e garantindo intenso movimento ferroviário em Niterói.
Após o fim do ramal que seguia para Cabo Frio nos anos 60, os trens de passageiros de longa distância que ligavam Niterói a Vitória foram desativados em 1971, juntamente com a Estação General Dutra, restando apenas os trens de subúrbio que seguiam para Itaboraí e que partiam da Estação Maruí. Mesmo assim, ainda eram utilizados para quem queria se dirigir ao Espírito Santo, onde a baldeação com os de longa distância eram feitas a partir de Itaboraí, o ponto terminal. Foi operado por muitos anos, pela Rede Ferroviária Federal (RFFSA) e posteriormente pela Companhia Brasileira de Trens Urbanos (CBTU), até que em 1996, com a promovida descentralização das linhas de subúrbio, o ramal passaria a ser administrado pela Flumitrens e a partir de 2001 pela Central. Em seus últimos anos, esteve operando de forma bastante precária e com horário irregular, até a sua desativação no ano de 2007.

### Educação

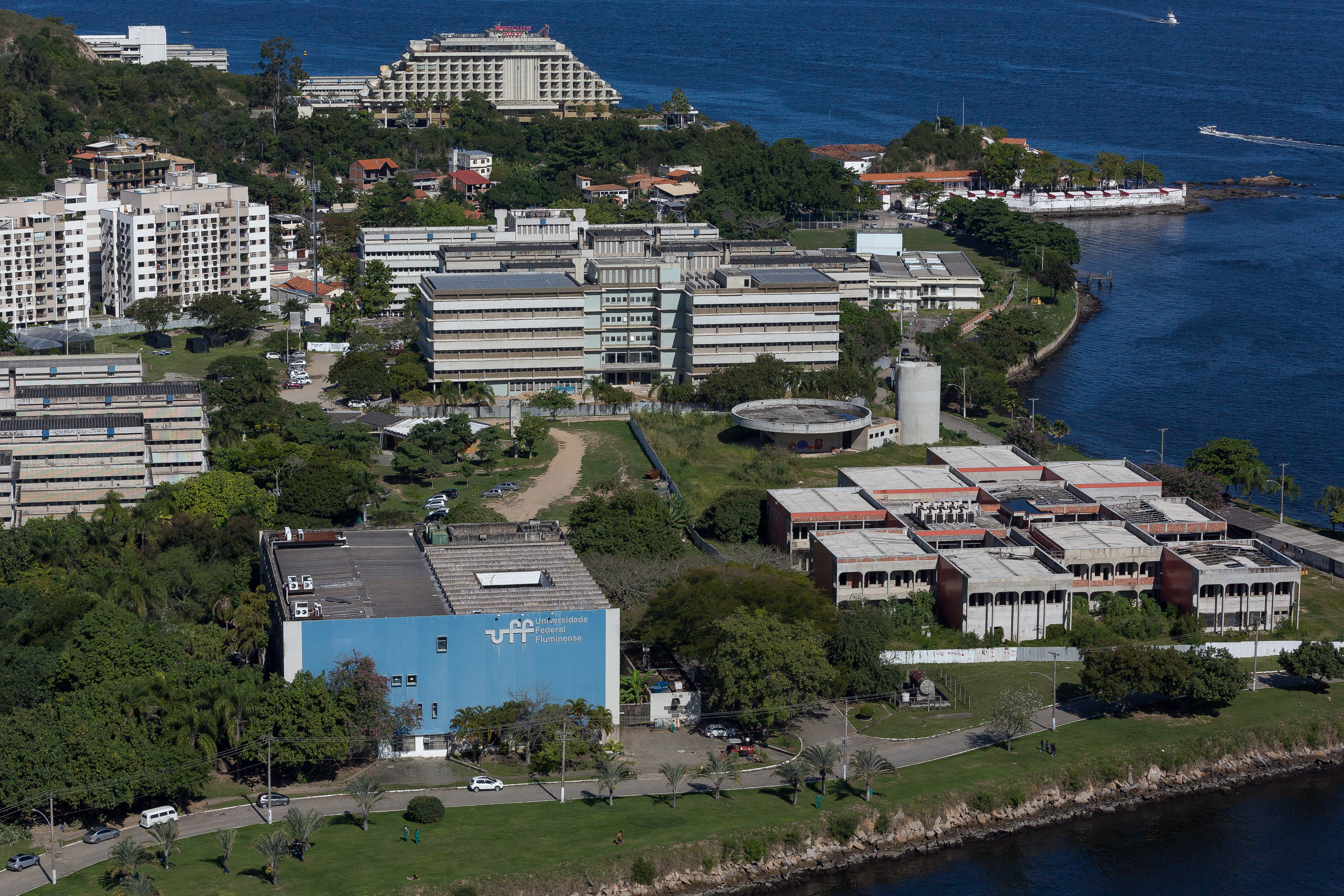
Foto aérea do Campus do Gragoatá da Universidade Federal Fluminense (UFF), em destaque o prédio da Biblioteca Central

Niterói tem o melhor nível de alfabetização do estado do Rio de Janeiro. É nessa cidade que se encontram as principais estruturas da Universidade Federal Fluminense, bem como a maioria de seus cursos.
A educação no município é marcada pela presença do Colégio Pedro II, pelo Instituto Federal de Educação do Rio de Janeiro (IFRJ), instituições federais, e pela Escola Técnica Estadual Henrique Lage, a ETEHL, que são os melhores colégios públicos da região, ambos localizados no Barreto. O IFRJ tem um campus novo na cidade que entrou em funcionamento em 2019 na região de Pendotiba e oferece ensino médio integrado aos cursos de administração e informática, além do curso subsequente/concomitante em administração, cursos de extensão, pesquisa e especializações. Na cidade também há a primeira escola de Curso Normal da América Latina, umas das mais importantes da história do país, que desde 1835 tem como principal função a formação de professores em nível médio e é atualmente denominada como Instituto de Educação Professor Ismael Coutinho - IEPIC, sob a administração do Governo Estadual. De resto, também há a Fundação Municipal de Educação, que atua em noventa unidades escolares da Rede Municipal de Educação; 36 creches comunitárias; dezoito Unidades de Educação Infantil; 36 unidades com ensino Fundamental; na Educação de Jovens e Adultos (EJA), atendida em quinze Unidades de Ensino fundamental; no Programa de Educação; na Leitura e Escrita –PELE, em cinquenta Instituições e/ou escolas (875 alunos), (dados de julho 2007) e cem por cento das unidades escolares possuem alunos com necessidades especiais (cerca de setecentos alunos).
Em 2007, foi concluído o projeto municipal para erradicar o analfabetismo, que apesar da redução do índice, não atingiu o objetivo. Niterói tinha, em 2007, com 3,55% de analfabetos (pessoas com mais de quinze anos), enquanto a média nacional de 2019 foi de 6,6%.

## Cultura

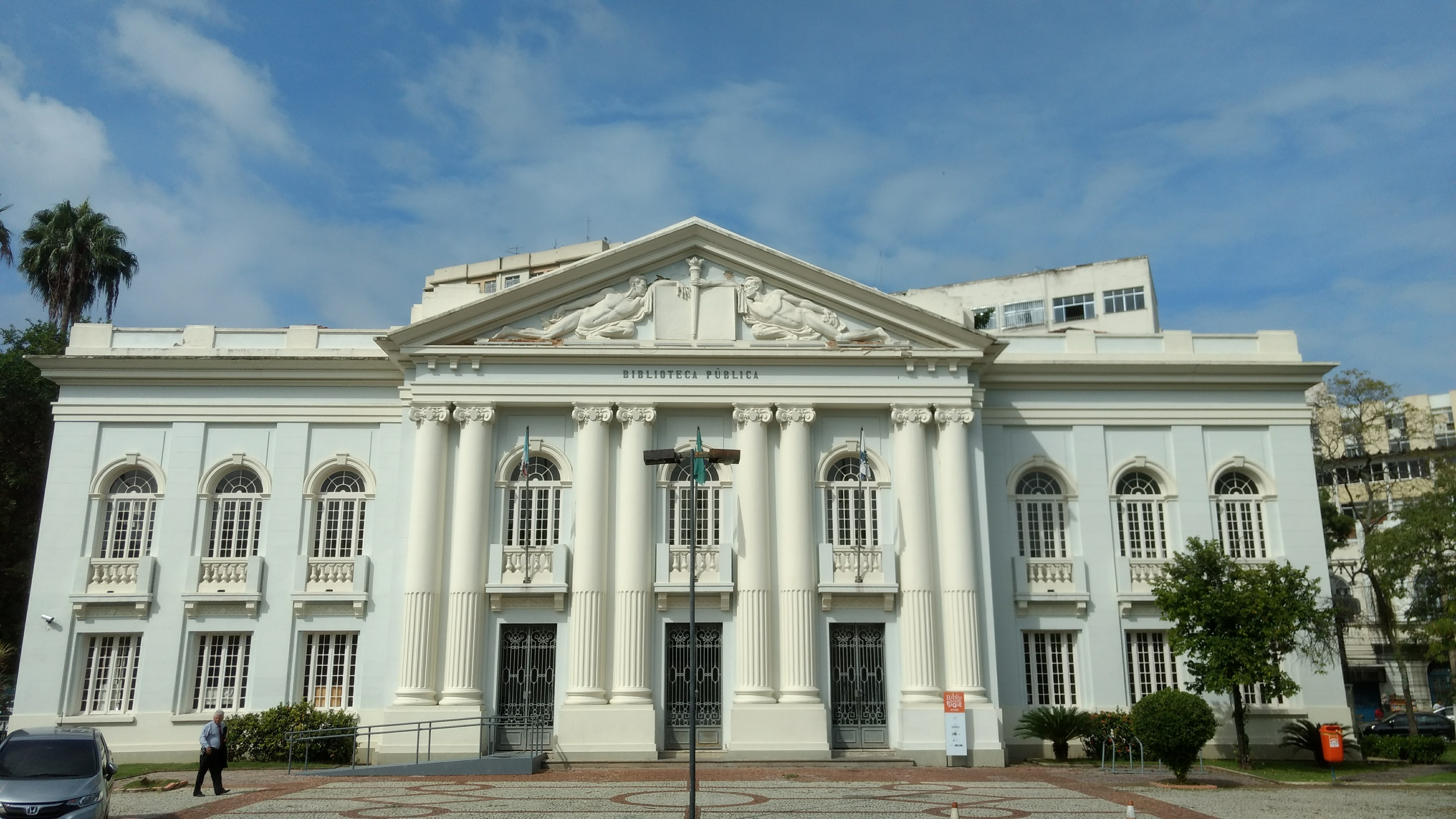
Biblioteca Estadual de Niterói

Niterói é um dos maiores centros histórico-culturais do Brasil, pois tem sua cultura caracterizada por vilas de pescadores (Jurujuba), fortalezas, museus e monumentos futuristas, como o Museu de Arte Contemporânea, o símbolo do município, construído pelo arquiteto modernista Oscar Niemeyer e o Teatro Popular de Niterói. A cultura social se baseia numa população muito hospitaleira, que resultou no apelido de Niterói: "cidade-sorriso". Também é caracterizada pelas Rodas Culturais, ou popularmente, as Batalhas de Rima, nas quais um candidato enfrenta o outro com uma base e 45 segundos para dissertar sobre algum assunto (conhecimento) ou atacar o outro (sangue).
A arquitetura de Niterói é caracterizada por um contraste entre o passado e o presente. Edifícios históricos, como a Biblioteca Estadual de Niterói, o Palácio da Justiça, os Prédio dos Correios de Niterói, o Teatro Municipal de Niterói, a Estação Cantareira, o Palácio do Ingá, o Solar do Jambeiro e a Câmara Municipal de Niterói, ficam lado a lado com obras de vínculo futurista, como, por exemplo, o Museu de Arte Contemporânea, a Praça Juscelino Kubitschek. o Teatro Popular de Niterói e o resto do Caminho Niemeyer.
As igrejas católicas também expressam bastante a cultura niteroiense. A Igreja São Lourenço dos Índios, o marco de fundação do município, a Igreja de São Sebastião de Itaipu, a Nossa Senhora da Boa Viagem, a Igreja São Pedro dos Pescadores, a Catedral São João Batista e a Basílica de Nossa Senhora Auxiliadora embelezam as ruas com suas arquiteturas barrocas, clássicas e coloniais.

### Museus

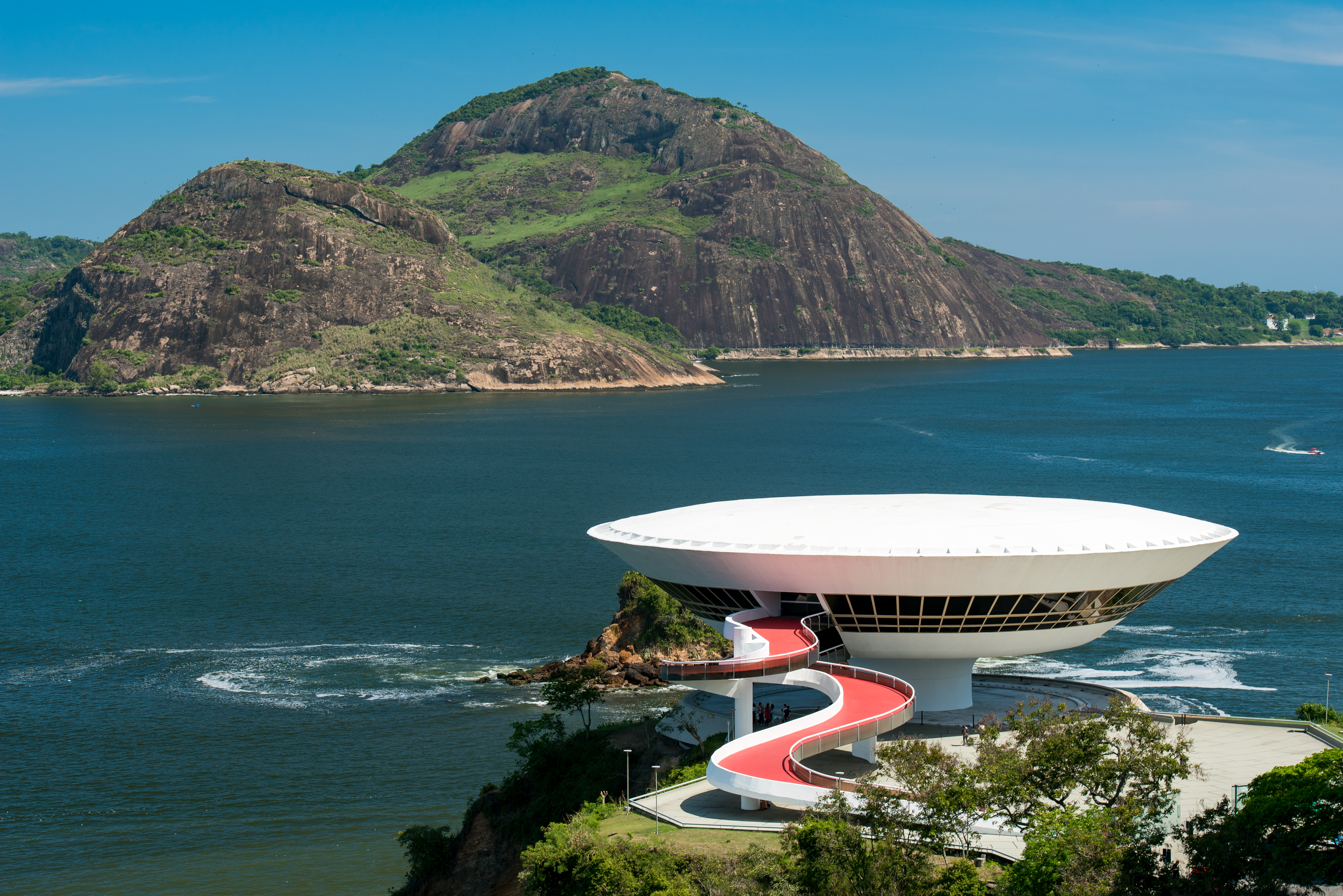
Museu de Arte Contemporânea de Niterói (MAC), no bairro Boa Viagem.

Niterói é a sede de vários museus de grande importância. O mais famoso deles é o Museu de Arte Contemporânea de Niterói, que foi projetado pelo arquiteto Oscar Niemeyer e construído no Mirante da Boa Viagem, local privilegiado que se debruça sobre as águas da Baía de Guanabara e que leva o olhar do visitante até o outro lado, onde estão o Corcovado e o Pão de Açúcar. Niemeyer afirmava que, ao visitar o local, "imaginou o museu como qualquer coisa solta na paisagem, um pássaro branco a se lançar sobre o céu e o mar de Niterói".
O Museu Socioambiental de Itaipu, inaugurado em 1977, desenvolve um programa educativo-cultural voltado para as escolas e para a comunidade local, tendo como tema central a arqueologia pré-histórica e histórica. O seu acervo, composto por objetos dos povos indígenas que viveram no litoral fluminense antes de 1500, tem como destaques blocos-testemunho (entre os quais o do Sambaqui de Camboinhas, datado de 6000 a.C.), machados de pedra e material lítico em geral, pontas de ossos, lascas de quartzo, polidores, peças de cerâmica e conchas. O museu organiza cursos e exposições, recebe visitas guiadas e promove diversos eventos culturais.

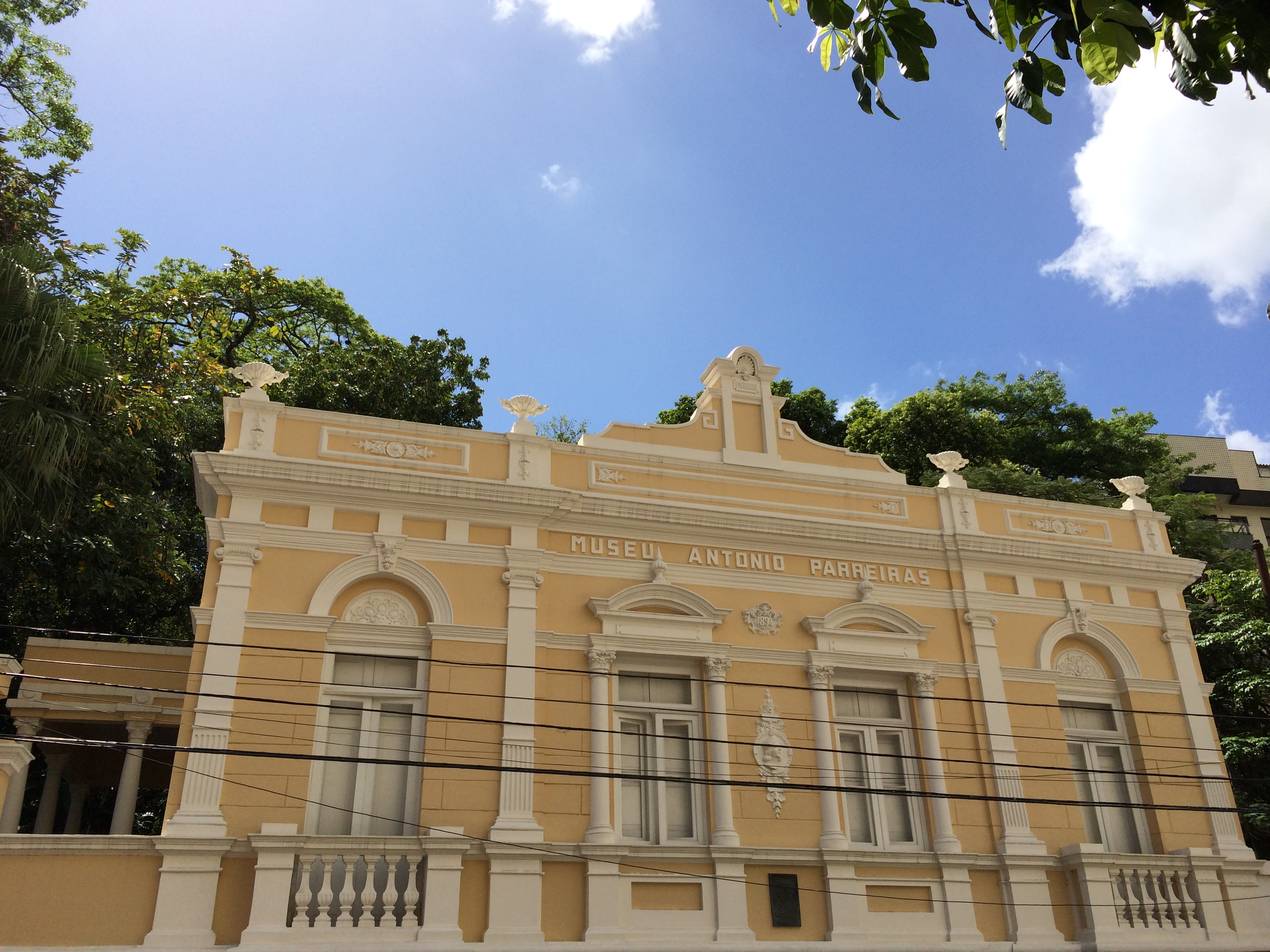
Museu Antônio Parreiras

O Museu Antônio Parreiras conta com o maior acervo do pintor Antônio Parreiras, instalado em sua antiga residência. O Museu do Ingá é um palácio neoclássico no bairro do Ingá que abriga acervo histórico, belas-artes e artes populares, instalado na antiga sede do governo do estado do Rio de Janeiro (Palácio do Ingá), antes da fusão com o estado da Guanabara e transferência da capital para a cidade do Rio de Janeiro.
O Museu de Arte Sacra de Niterói é mantido com o acervo da Arquidiocese de Niterói e está situado no salão nobre da Igreja Nossa Senhora da Conceição, no centro de Niterói. Possui rico acervo de valor histórico e religioso, como uma Pia Batismal em mármore do século XVIII, pratarias do século XIX, imagens de arte imaginaria dos santos esculpidas em madeira do século XIX, entre outros, incluindo, a peça de maior importância, um Relicário do século XVIII, com fragmentos da Cruz de Cristo, que na Sexta-Feira da Paixão, sai para veneração.

### Espaços teatrais e centros culturais
Entre os teatros da cidade estão o Teatro Popular de Niterói – moderno teatro pertencente ao Caminho Niemeyer; Teatro Municipal João Caetano – teatro antigo totalmente restaurado e modernizado; Teatro Abel – pertencente ao Colégio La Salle Abel; Teatro da UFF – pertencente ao Centro de Artes UFF; Teatro Eduardo Kraichete – tem um dos melhores equipamentos culturais da cidade e o Teatro MPB-4 – o espaço DCE (Diretório Central dos Estudantes) da UFF.

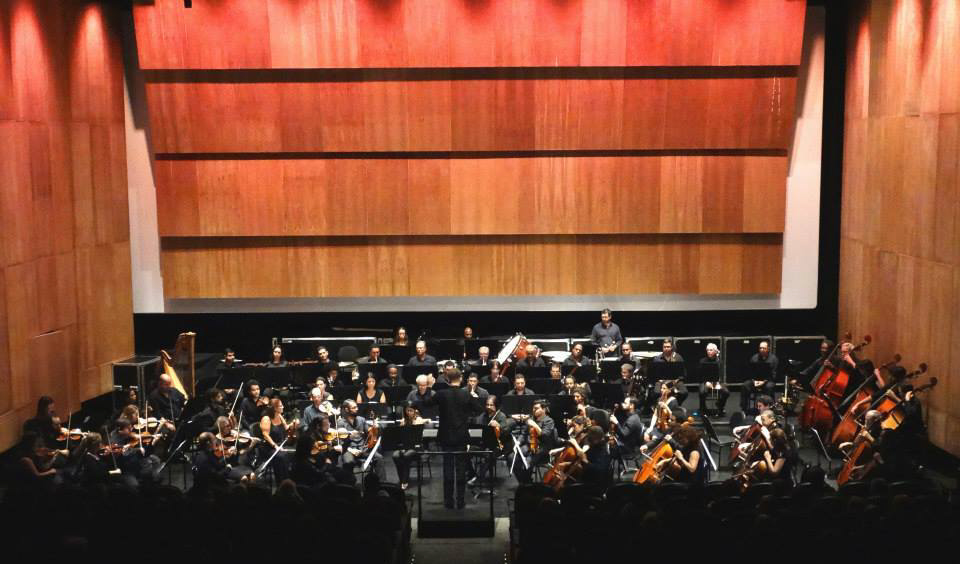
Sala de concertos e cinema do Centro de Artes UFF.

A cidade também conta com vários centros culturais. O Centro de Artes UFF é organizado e mantido pela Universidade Federal Fluminense, localizado no prédio da Reitoria da UFF, bairro de Icaraí, reunindo a Orquestra Sinfônica Nacional (OSN-UFF), a Galeria de Arte UFF, o Espaço UFF de Fotografia, o Espaço Aberto UFF, o Cine Arte UFF e o Teatro da UFF.
O Espaço Cultural Estação Cantareira é um centro cultural no bairro de São Domingos, instalado no prédio reconstruído do antigo estaleiro e estação das barcas construído no início do século XX, restaurado para funcionar como espaço cultural. Shows, gastronomia, shopping e produção cultural se encontram neste conjunto histórico-cultural. O Centro Cultural Abrigo dos Bondes está localizado no centro de Niterói, instalado num antigo abrigo de bondes. O nome duplo, além de fazer referência à história do imóvel, homenageia o escritor niteroiense Antônio Calado.
O Museu Petrobras de Cinema foi inaugurado no dia 24 de agosto de 2016, o Reserva Cultural Niterói, antigo Centro Petrobras de Cinema, que integra o Caminho Niemeyer, foi concebido por Oscar Niemeyer, e foi o primeiro complexo cinematográfico no mundo assinado por ele. O prédio se adequa à filosofia de “Miniplex” do Reserva Cultura, que já possui uma unidade na Avenida Paulista, em São Paulo, e conta com cinco salas de cinema, lojas, estacionamento, café, restaurante e bar.

### Gastronomia

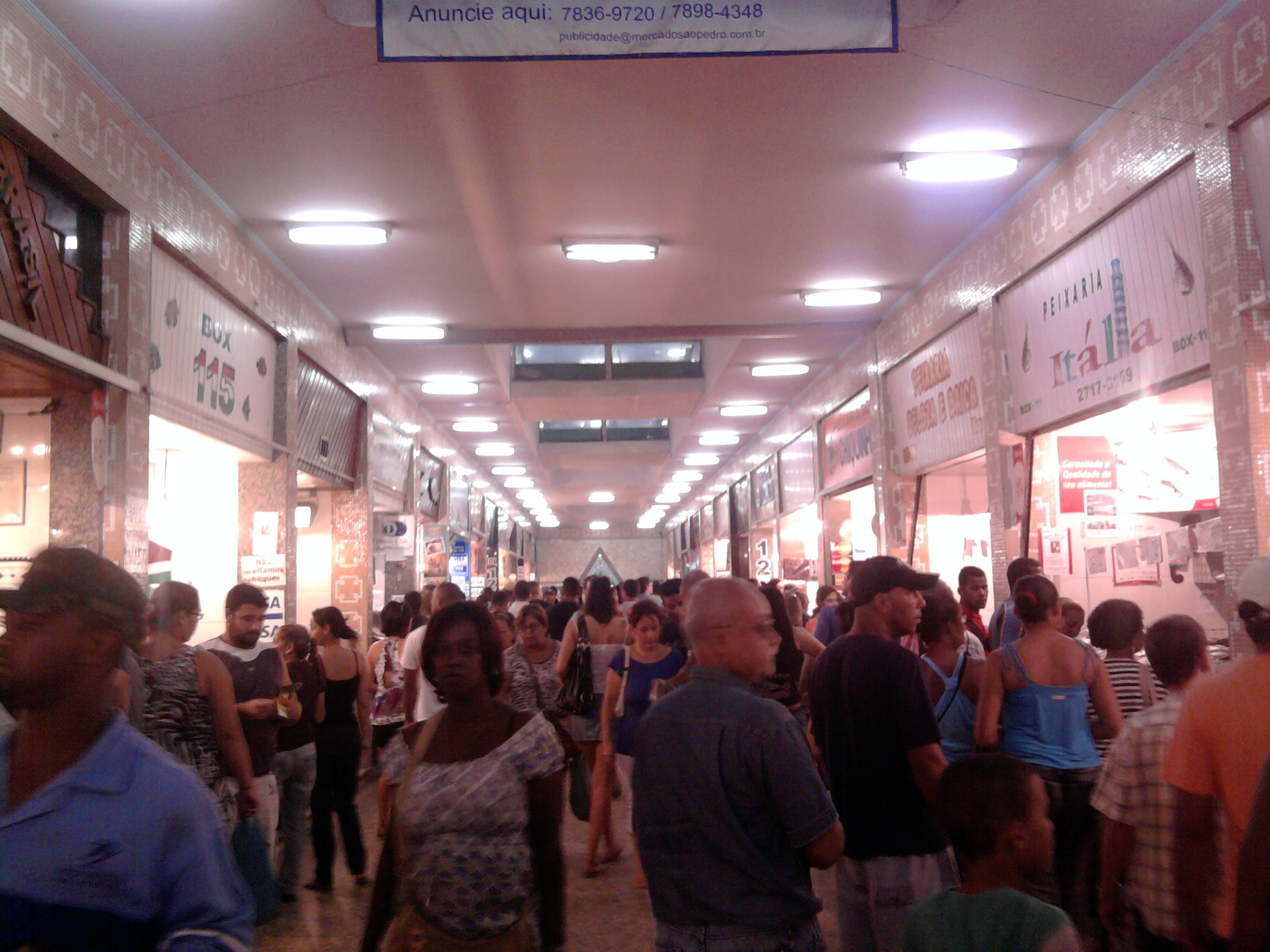
Interior do Mercado São Pedro.

A gastronomia de Niterói é bem marcante, pois atravessa gostos diversos, desde frutos do mar e cozinha mineira até as cozinhas portuguesa e australiana. A orla de São Francisco e Charitas são dominadas por restaurantes e bares, servindo de ponto noturno, o mesmo acontecendo nas ruas do Jardim Icaraí, nos bairros de Icaraí e Santa Rosa, que transformaram-se num polo gastronômico. Por sua vez, nos arredores da Cantareira, no bairro de São Domingos, há uma intensa atividade boêmia, com vários restaurantes e bares.
Os restaurantes de frutos do mar em Jurujuba, são símbolos do intenso sistema pesqueiro da vila de Jurujuba. Outra dica gastronômica é o Mercado São Pedro, um mercado público de peixe e frutos do mar de dois andares, com 39 boxes do segmento e mais sete ambientes divididos em restaurantes, mercearias, quiosques e lojas de conveniência. No andar de baixo, bancas de temperos e frutos do mar dos mais diversos. No andar de cima, você come tudo o que vê nas bancadas inferiores e pode, inclusive, mandar fazer o seu prato com sua própria compra. No centro e na Ponta d'Areia (no trecho conhecido como "Portugal Pequeno"), há vários restaurantes e bares de cozinha portuguesa e de cozinha de boteco.

### Carnaval

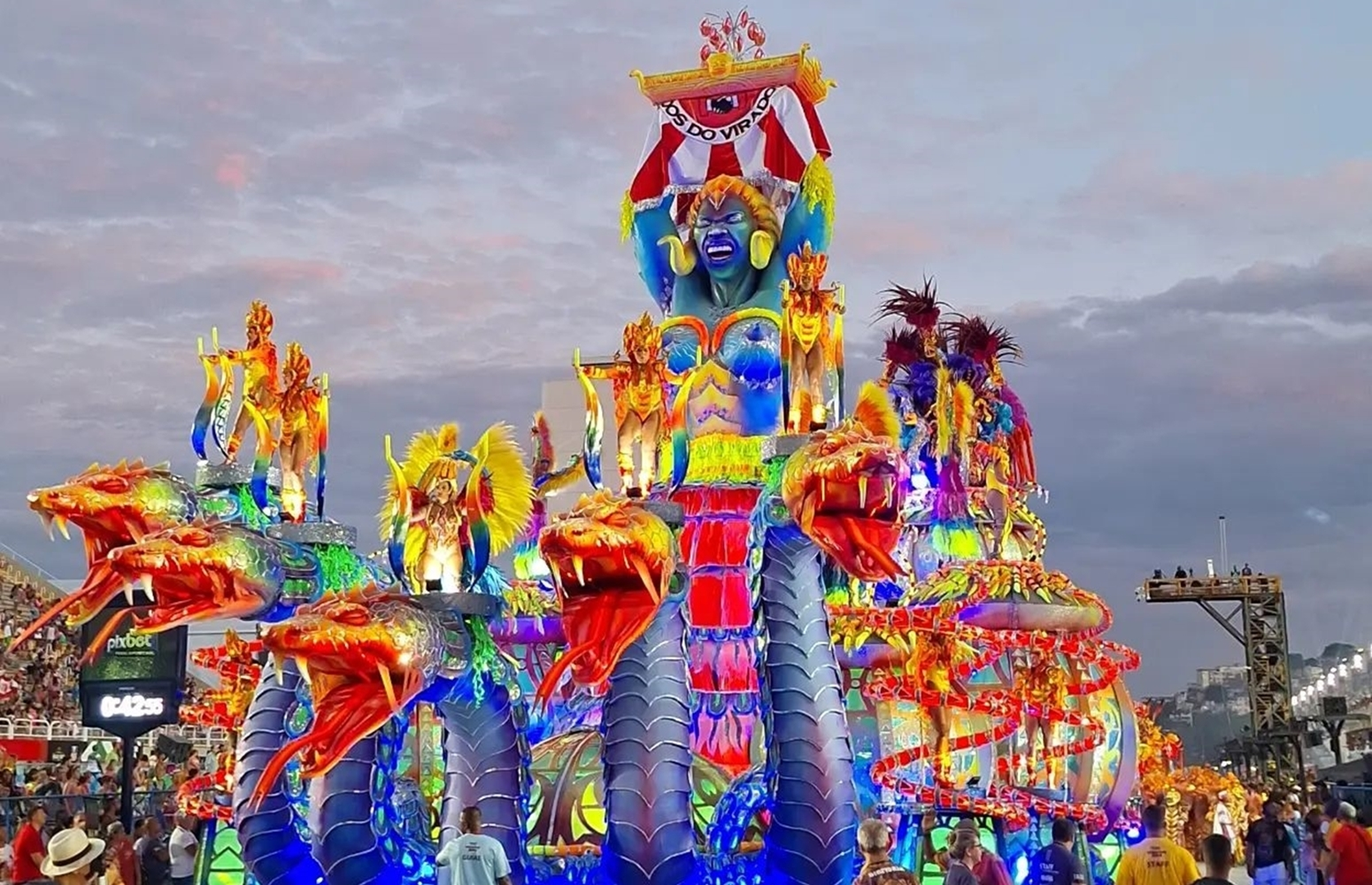
Desfile da Unidos do Viradouro em 2024.

No carnaval, a cidade marca presença com seus blocos e com escolas de samba, principalmente a Acadêmicos do Cubango que foi várias vezes campeã em Niterói até que, nos anos 1980, passou a desfilar no Rio de Janeiro. Em 2011, se manteve no grupo de acesso e, desfilou nesse mesmo grupo com a Viradouro.
A Unidos do Viradouro é outra escola de destaque na cidade. A Viradouro foi fundada em 1946, mas começou a participar dos desfiles na elite do samba carioca apenas em 1991, depois de ser dezoito vezes campeã em Niterói e campeã do grupo de acesso carioca. Apenas seis anos depois de estrear na Passarela Darcy Ribeiro como escola do grupo especial, a vermelho-e-branco de Niterói foi campeã do carnaval carioca com o enredo "Trevas! Luz! A Explosão do Universo!" com desfile assinado pelo carnavalesco Joãozinho Trinta e com uma paradinha de funk na bateria comandada por Mestre Jorjão, algo inovador e surpreendente na época e que é muito copiado até hoje. Pela escola passaram, além de Joãozinho Trinta, Dominguinhos do Estácio, Juliana Paes, Mestre Ciça e o grande nome da nova geração de carnavalescos, Paulo Barros, que inovou na escola, colocando a bateria em um carro alegórico pela primeira vez.
A escola participou dez vezes do desfile das campeãs, sendo oito seguidas, de 1997 a 2004. A partir de 2008, a escola começou uma reformulação, demitindo Paulo Barros e Dominguinhos do Estácio. Em 2009, perdeu Mestre Ciça. Todas essas mudanças foram ruins para a Viradouro, visto que, em 2010, a escola foi rebaixada ao grupo de acesso com o enredo "México, o Paraíso das Cores, sob o Signo do Sol", depois de dezenove anos no grupo especial. Em 2019 retornou ao grupo especial e novamente com o Carnavalesco Paulo Barros conquistou o vice-campeonato.
Em 2020, a Viradouro superou o vice-campeonato do ano anterior e conquistou o seu bicampeonato do Grupo Especial com o enredo "Viradouro de Alma Lavada", que exaltou a história das Ganhadeiras de Itapuã, com a dupla de carnavalescos em sua estreia trabalhando juntos, Tarcisio Zanon e Marcus Ferreira, bateria do Mestre Ciça com sua rainha Raíssa Machado, comissão de frente por Alex Neoral e voz de Zé Paulo Sierra.

### Esportes

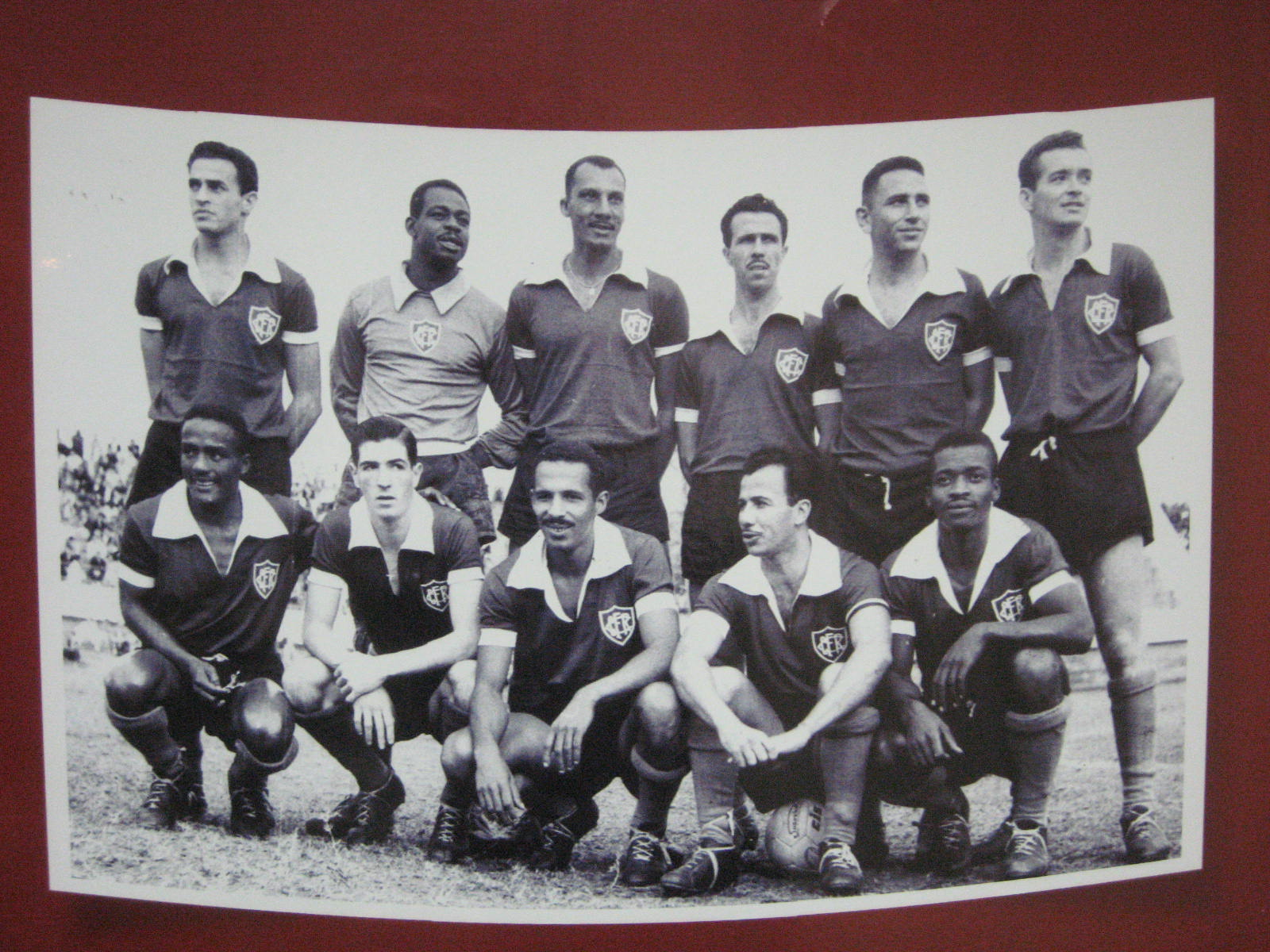
Equipe do Canto do Rio Foot-Ball Club em 1956.

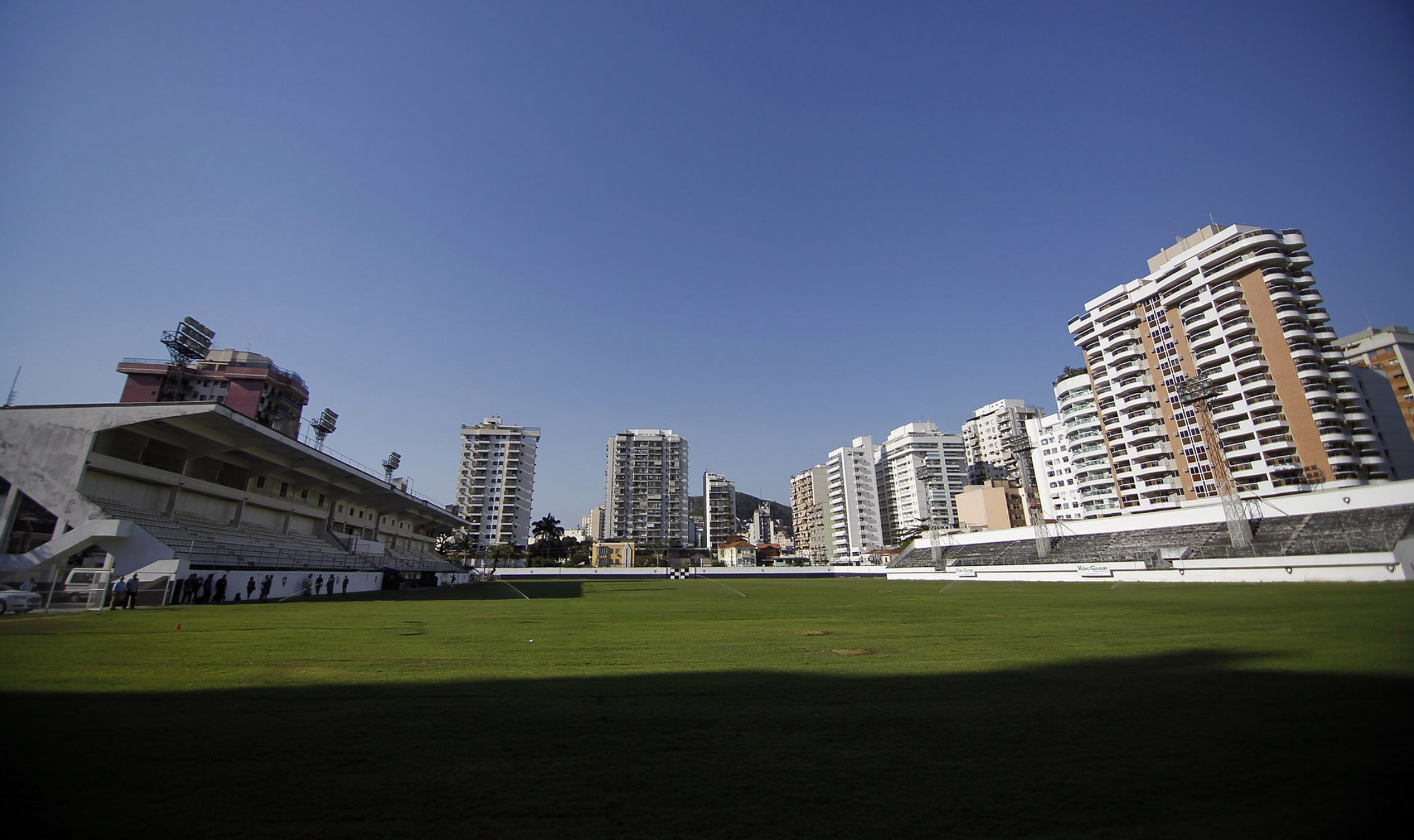
Estádio Caio Martins

A cidade de Niterói também marca sua presença na história do esporte e do carnaval carioca. No esporte, além de ser cidade natal de craques como Leonardo, Edmundo e Gérson, a cidade é também terra natal do Canto do Rio Football Club, fundado em 1913 e que era o único clube de fora da cidade do Rio de Janeiro a participar do Campeonato Carioca nos anos 1940. O clube teve, inclusive, seu hino composto por Lamartine Babo, compositor dos hinos de Vasco, Flamengo, Botafogo, Fluminense e América, além de outros cinco clubes. Lamartine compôs hinos para os onze participantes do campeonato carioca de 1941 devido a uma campanha de uma rádio. O alvi-anil de Niterói está afastado da elite do campeonato estadual desde 1964, quando um incidente no Estádio Caio Martins num jogo contra o Fluminense resultou no afastamento do clube niteroiense da primeira divisão. A última participação do "Cantusca" no campeonato estadual foi em 2008, na terceira divisão. O clube foi impedido de participar da terceira divisão de 2009 pela FFERJ devido a uma confusão no jogo contra o La Coruña.
Outros clubes de futebol da cidade são o Niteroiense Futebol Clube, único time profissional de futebol ativo da cidade, Fonseca Atlético Clube, tri-campeão do Campeonato Fluminense, e o Rio Cricket Associação Atlética, que participou do primeiro campeonato carioca, ficando em terceiro e tendo o campeonato definido em seu estádio. O Rio Cricket participou, também, da (possivelmente) primeira rivalidade do futebol fluminense, com o Paissandu Atlético Clube, clube da cidade do Rio de Janeiro que foi fundado por fundadores do Rio Cricket e que possui um título carioca de futebol. A cidade possui também o Estádio Caio Martins, situado no bairro de Santa Rosa e que foi, por anos, a casa do Canto do Rio e, mais recentemente, do Botafogo nos anos 2000. Em 2007, o ginásio do estádio foi palco da final da Superliga Feminina de Vôlei, que terminou com vitória da equipe do Rio de Janeiro. Hoje em dia, o estádio está abandonado.
Niterói também conta com equipes de vários outros esportes, como o Niterói Rugby, o Niterói Basquete e a Niterói Vôlei.

### Feriados municipais
Em Niterói, só há dois feriados municipais estipulados por leis, que são:
| Data           | Nome                  | Notas |
| -------------- | --------------------- | --- |
| 24 de junho    | Dia de São João       | São João Batista é o Padroeiro da Cidade. É realizada uma festa comemorada principalmente pela população cristã, associada às festas juninas. |
| 22 de novembro | Aniversário da Cidade | Comemora-se a fundação da cidade que ocorreu no ano de 1573, propriamente pelo cacique temiminó Arariboia.                                    |